# Liste des planètes mineures (1001-2000)
Voici la liste des planètes mineures numérotées de 1001 à 2000. Les planètes mineures sont numérotées lorsque leur orbite est confirmée, ce qui peut parfois se produire longtemps après leur découverte. Elles sont classées ici par leur numéro et donc approximativement par leur date de découverte.

## 1001-1100
| Nom                | Désignation provisoire | Date de la découverte | Découvreur               |
| ------------------ | ---------------------- | --------------------- | ------------------------ |
| (1001) Gaussia     | 1923 OA                | 8 août 1923           | S. Beljavskij            |
| (1002) Olbersia    | 1923 OB                | 15 août 1923          | V. Albitskij             |
| (1003) Lilofee     | 1923 OK                | 13 septembre 1923     | K. Reinmuth              |
| (1004) Belopolskya | 1923 OS                | 5 septembre 1923      | S. Beljavskij            |
| (1005) Arago       | 1923 OT                | 5 septembre 1923      | S. Beljavskij            |
| (1006) Lagrangea   | 1923 OU                | 12 septembre 1923     | S. Beljavskij            |
| (1007) Pawlowia    | 1923 OX                | 5 octobre 1923        | V. Albitskij             |
| (1008) La Paz      | 1923 PD                | 31 octobre 1923       | M. F. Wolf               |
| (1009) Sirène      | 1923 PE                | 31 octobre 1923       | K. Reinmuth              |
| (1010) Marlene     | 1923 PF                | 12 novembre 1923      | K. Reinmuth              |
| (1011) Laodamia    | 1924 PK                | 5 janvier 1924        | K. Reinmuth              |
| (1012) Sarema      | 1924 PM                | 12 janvier 1924       | K. Reinmuth              |
| (1013) Tombecka    | 1924 PQ                | 17 janvier 1924       | B. Jekhovsky             |
| (1014) Semphyra    | 1924 PW                | 29 janvier 1924       | K. Reinmuth              |
| (1015) Christa     | 1924 QF                | 31 janvier 1924       | K. Reinmuth              |
| (1016) Anitra      | 1924 QG                | 31 janvier 1924       | K. Reinmuth              |
| (1017) Jacqueline  | 1924 QL                | 4 février 1924        | B. Jekhovsky             |
| (1018) Arnolda     | 1924 QM                | 3 mars 1924           | K. Reinmuth              |
| (1019) Strackea    | 1924 QN                | 3 mars 1924           | K. Reinmuth              |
| (1020) Arcadia     | 1924 QV                | 7 mars 1924           | K. Reinmuth              |
| (1021) Flammario   | 1924 RG                | 11 mars 1924          | M. F. Wolf               |
| (1022) Olympiada   | 1924 RT                | 23 juin 1924          | V. Albitskij             |
| (1023) Thomana     | 1924 RU                | 25 juin 1924          | K. Reinmuth              |
| (1024) Hale        | 1923 YO13              | 2 décembre 1923       | G. Van Biesbroeck        |
| (1025) Riema       | 1923 NX                | 12 août 1923          | K. Reinmuth              |
| (1026) Ingrid      | 1923 NY                | 13 août 1923          | K. Reinmuth              |
| (1027) Aesculapia  | 1923 YO11              | 11 novembre 1923      | G. Van Biesbroeck        |
| (1028) Lydina      | 1923 PG                | 6 novembre 1923       | V. Albitskij             |
| (1029) La Plata    | 1924 RK                | 28 avril 1924         | J. Hartmann              |
| (1030) Vitja       | 1924 RQ                | 25 mai 1924           | V. Albitskij             |
| (1031) Arctica     | 1924 RR                | 6 juin 1924           | S. Beljavskij            |
| (1032) Pafuri      | 1924 SA                | 30 mai 1924           | H. E. Wood               |
| (1033) Simona      | 1924 SM                | 4 septembre 1924      | G. Van Biesbroeck        |
| (1034) Mozartia    | 1924 SS                | 7 septembre 1924      | V. Albitskij             |
| (1035) Amata       | 1924 SW                | 29 septembre 1924     | K. Reinmuth              |
| (1036) Ganymède    | 1924 TD                | 23 octobre 1924       | W. Baade                 |
| (1037) Davidweilla | 1924 TF                | 29 octobre 1924       | B. Jekhovsky             |
| (1038) Tuckia      | 1924 TK                | 24 novembre 1924      | M. F. Wolf               |
| (1039) Sonneberga  | 1924 TL                | 24 novembre 1924      | M. F. Wolf               |
| (1040) Klumpkea    | 1925 BD                | 20 janvier 1925       | B. Jekhovsky             |
| (1041) Asta        | 1925 FA                | 22 mars 1925          | K. Reinmuth              |
| (1042) Amazone     | 1925 HA                | 22 avril 1925         | K. Reinmuth              |
| (1043) Beate       | 1925 HB                | 22 avril 1925         | K. Reinmuth              |
| (1044) Teutonia    | 1924 RO                | 10 mai 1924           | K. Reinmuth              |
| (1045) Michela     | 1924 TR                | 19 novembre 1924      | G. Van Biesbroeck        |
| (1046) Edwin       | 1924 UA                | 1er décembre 1924     | G. Van Biesbroeck        |
| (1047) Geisha      | 1924 TE                | 17 novembre 1924      | K. Reinmuth              |
| (1048) Feodosia    | 1924 TP                | 29 novembre 1924      | K. Reinmuth              |
| (1049) Gotho       | 1925 RB                | 14 septembre 1925     | K. Reinmuth              |
| (1050) Meta        | 1925 RC                | 14 septembre 1925     | K. Reinmuth              |
| (1051) Mérope      | 1925 SA                | 16 septembre 1925     | K. Reinmuth              |
| (1052) Belgica     | 1925 VD                | 15 novembre 1925      | E. Delporte              |
| (1053) Vigdis      | 1925 WA                | 16 novembre 1925      | M. F. Wolf               |
| (1054) Forsytia    | 1925 WD                | 20 novembre 1925      | K. Reinmuth              |
| (1055) Tynka       | 1925 WG                | 17 novembre 1925      | E. Buchar                |
| (1056) Azalea      | 1924 QD                | 31 janvier 1924       | K. Reinmuth              |
| (1057) Wanda       | 1925 QB                | 16 août 1925          | G. Shajn                 |
| (1058) Grubba      | 1925 MA                | 22 juin 1925          | G. Shajn                 |
| (1059) Mussorgskia | 1925 OA                | 19 juillet 1925       | V. Albitskij             |
| (1060) Magnolia    | 1925 PA                | 13 août 1925          | K. Reinmuth              |
| (1061) Paeonia     | 1925 TB                | 10 octobre 1925       | K. Reinmuth              |
| (1062) Ljuba       | 1925 TD                | 11 octobre 1925       | S. Beljavskij            |
| (1063) Aquilegia   | 1925 XA                | 6 décembre 1925       | K. Reinmuth              |
| (1064) Aethusa     | 1926 PA                | 2 août 1926           | K. Reinmuth              |
| (1065) Amundsenia  | 1926 PD                | 4 août 1926           | S. Beljavskij            |
| (1066) Lobelia     | 1926 RA                | 1er septembre 1926    | K. Reinmuth              |
| (1067) Lunaria     | 1926 RG                | 9 septembre 1926      | K. Reinmuth              |
| (1068) Nofretete   | 1926 RK                | 13 septembre 1926     | E. Delporte              |
| (1069) Planckia    | 1927 BC                | 28 janvier 1927       | M. F. Wolf               |
| (1070) Tunica      | 1926 RB                | 1er septembre 1926    | K. Reinmuth              |
| (1071) Brita       | 1924 RE                | 3 mars 1924           | V. Albitskij             |
| (1072) Malva       | 1926 TA                | 4 octobre 1926        | K. Reinmuth              |
| (1073) Gellivara   | 1923 OW                | 14 septembre 1923     | J. Palisa                |
| (1074) Beljawskya  | 1925 BE                | 26 janvier 1925       | S. Beljavskij            |
| (1075) Helina      | 1926 SC                | 29 septembre 1926     | G. N. Neujmin            |
| (1076) Viola       | 1926 TE                | 5 octobre 1926        | K. Reinmuth              |
| (1077) Campanula   | 1926 TK                | 6 octobre 1926        | K. Reinmuth              |
| (1078) Mentha      | 1926 XB                | 7 décembre 1926       | K. Reinmuth              |
| (1079) Mimosa      | 1927 AD                | 14 janvier 1927       | G. Van Biesbroeck        |
| (1080) Orchis      | 1927 QB                | 30 août 1927          | K. Reinmuth              |
| (1081) Reseda      | 1927 QF                | 31 août 1927          | K. Reinmuth              |
| (1082) Pirola      | 1927 UC                | 28 octobre 1927       | K. Reinmuth              |
| (1083) Salvia      | 1928 BC                | 26 janvier 1928       | K. Reinmuth              |
| (1084) Tamariwa    | 1926 CC                | 12 février 1926       | S. Beljavskij            |
| (1085) Amaryllis   | 1927 QH                | 31 août 1927          | K. Reinmuth              |
| (1086) Nata        | 1927 QL                | 25 août 1927          | S. Beljavskij, N. Ivanov |
| (1087) Arabis      | 1927 RD                | 2 septembre 1927      | K. Reinmuth              |
| (1088) Mitaka      | 1927 WA                | 17 novembre 1927      | O. Oikawa                |
| (1089) Tama        | 1927 WB                | 17 novembre 1927      | O. Oikawa                |
| (1090) Sumida      | 1928 DG                | 20 février 1928       | O. Oikawa                |
| (1091) Spiraea     | 1928 DT                | 26 février 1928       | K. Reinmuth              |
| (1092) Lilium      | 1924 PN                | 12 janvier 1924       | K. Reinmuth              |
| (1093) Freda       | 1925 LA                | 15 juin 1925          | B. Jekhovsky             |
| (1094) Siberia     | 1926 CB                | 12 février 1926       | S. Beljavskij            |
| (1095) Tulipa      | 1926 GS                | 14 avril 1926         | K. Reinmuth              |
| (1096) Reunerta    | 1928 OB                | 21 juillet 1928       | H. E. Wood               |
| (1097) Vicia       | 1928 PC                | 11 août 1928          | K. Reinmuth              |
| (1098) Hakone      | 1928 RJ                | 5 septembre 1928      | O. Oikawa                |
| (1099) Figneria    | 1928 RQ                | 13 septembre 1928     | G. N. Neujmin            |
| (1100) Arnica      | 1928 SD                | 22 septembre 1928     | K. Reinmuth              |

## 1101-1200
| Nom                 | Désignation provisoire | Date de la découverte | Découvreur                          |
| ------------------- | ---------------------- | --------------------- | ----------------------------------- |
| (1101) Clematis     | 1928 SJ                | 22 septembre 1928     | K. Reinmuth                         |
| (1102) Pepita       | 1928 VA                | 5 novembre 1928       | J. Comas Solá                       |
| (1103) Sequoia      | 1928 VB                | 9 novembre 1928       | W. Baade                            |
| (1104) Syringa      | 1928 XA                | 9 décembre 1928       | K. Reinmuth                         |
| (1105) Fragaria     | 1929 AB                | 1er janvier 1929      | K. Reinmuth                         |
| (1106) Cydonia      | 1929 CW                | 5 février 1929        | K. Reinmuth                         |
| (1107) Lictoria     | 1929 FB                | 30 mars 1929          | L. Volta                            |
| (1108) Déméter      | 1929 KA                | 31 mai 1929           | K. Reinmuth                         |
| (1109) Tata         | 1929 CU                | 5 février 1929        | K. Reinmuth                         |
| (1110) Jaroslawa    | 1928 PD                | 10 août 1928          | G. N. Neujmin                       |
| (1111) Reinmuthia   | 1927 CO                | 11 février 1927       | K. Reinmuth                         |
| (1112) Polonia      | 1928 PE                | 15 août 1928          | P. F. Shajn                         |
| (1113) Katja        | 1928 QC                | 15 août 1928          | P. F. Shajn                         |
| (1114) Lorraine     | 1928 WA                | 17 novembre 1928      | A. Schaumasse                       |
| (1115) Sabauda      | 1928 XC                | 13 décembre 1928      | L. Volta                            |
| (1116) Catriona     | 1929 GD                | 5 avril 1929          | C. Jackson                          |
| (1117) Reginita     | 1927 KA                | 24 mai 1927           | J. Comas Solá                       |
| (1118) Hanskya      | 1927 QD                | 29 août 1927          | S. Beljavskij, N. Ivanov            |
| (1119) Euboea       | 1927 UB                | 27 octobre 1927       | K. Reinmuth                         |
| (1120) Cannonia     | 1928 RV                | 11 septembre 1928     | P. F. Shajn                         |
| (1121) Natascha     | 1928 RZ                | 11 septembre 1928     | P. F. Shajn                         |
| (1122) Neith        | 1928 SB                | 17 septembre 1928     | E. Delporte                         |
| (1123) Shapleya     | 1928 ST                | 21 septembre 1928     | G. N. Neujmin                       |
| (1124) Stroobantia  | 1928 TB                | 6 octobre 1928        | E. Delporte                         |
| (1125) China        | 1957 UN1               | 30 octobre 1957       | Observatoire de la Montagne Pourpre |
| (1126) Otero        | 1929 AC                | 11 janvier 1929       | K. Reinmuth                         |
| (1127) Mimi         | 1929 AJ                | 13 janvier 1929       | S. J. Arend                         |
| (1128) Astrid       | 1929 EB                | 10 mars 1929          | E. Delporte                         |
| (1129) Neujmina     | 1929 PH                | 8 août 1929           | P. Parchomenko                      |
| (1130) Skuld        | 1929 RC                | 2 septembre 1929      | K. Reinmuth                         |
| (1131) Porzia       | 1929 RO                | 10 septembre 1929     | K. Reinmuth                         |
| (1132) Hollandia    | 1929 RB1               | 13 septembre 1929     | H. van Gent                         |
| (1133) Lugduna      | 1929 RC1               | 13 septembre 1929     | H. van Gent                         |
| (1134) Kepler       | 1929 SA                | 25 septembre 1929     | M. F. Wolf                          |
| (1135) Colchis      | 1929 TA                | 3 octobre 1929        | G. N. Neujmin                       |
| (1136) Mercedes     | 1929 UA                | 30 octobre 1929       | J. Comas Solá                       |
| (1137) Raïssa       | 1929 WB                | 27 octobre 1929       | G. N. Neujmin                       |
| (1138) Attica       | 1929 WF                | 22 novembre 1929      | K. Reinmuth                         |
| (1139) Atami        | 1929 XE                | 1er décembre 1929     | O. Oikawa, K. Kubokawa              |
| (1140) Crimea       | 1929 YC                | 30 décembre 1929      | G. N. Neujmin                       |
| (1141) Bohmia       | 1930 AA                | 4 janvier 1930        | M. F. Wolf                          |
| (1142) Aetolia      | 1930 BC                | 24 janvier 1930       | K. Reinmuth                         |
| (1143) Odyssée      | 1930 BH                | 28 janvier 1930       | K. Reinmuth                         |
| (1144) Oda          | 1930 BJ                | 28 janvier 1930       | K. Reinmuth                         |
| (1145) Robelmonte   | 1929 CC                | 3 février 1929        | E. Delporte                         |
| (1146) Biarmia      | 1929 JF                | 7 mai 1929            | G. N. Neujmin                       |
| (1147) Stavropolis  | 1929 LF                | 11 juin 1929          | G. N. Neujmin                       |
| (1148) Rarahu       | 1929 NA                | 5 juillet 1929        | A. N. Deutsch                       |
| (1149) Volga        | 1929 PF                | 1er août 1929         | E. F. Skvortsov                     |
| (1150) Achaia       | 1929 RB                | 2 septembre 1929      | K. Reinmuth                         |
| (1151) Ithaka       | 1929 RK                | 8 septembre 1929      | K. Reinmuth                         |
| (1152) Pawona       | 1930 AD                | 8 janvier 1930        | K. Reinmuth                         |
| (1153) Wallenbergia | 1924 SL                | 5 septembre 1924      | S. Beljavskij                       |
| (1154) Astronomia   | 1927 CB                | 8 février 1927        | K. Reinmuth                         |
| (1155) Aënna        | 1928 BD                | 26 janvier 1928       | K. Reinmuth                         |
| (1156) Kira         | 1928 DA                | 22 février 1928       | K. Reinmuth                         |
| (1157) Arabia       | 1929 QC                | 31 août 1929          | K. Reinmuth                         |
| (1158) Luda         | 1929 QF                | 31 août 1929          | G. N. Neujmin                       |
| (1159) Granada      | 1929 RD                | 2 septembre 1929      | K. Reinmuth                         |
| (1160) Illyria      | 1929 RL                | 9 septembre 1929      | K. Reinmuth                         |
| (1161) Thessalia    | 1929 SF                | 29 septembre 1929     | K. Reinmuth                         |
| (1162) Larissa      | 1930 AC                | 5 janvier 1930        | K. Reinmuth                         |
| (1163) Saga         | 1930 BA                | 20 janvier 1930       | K. Reinmuth                         |
| (1164) Kobolda      | 1930 FB                | 19 mars 1930          | K. Reinmuth                         |
| (1165) Imprinetta   | 1930 HM                | 24 avril 1930         | H. van Gent                         |
| (1166) Sakuntala    | 1930 MA                | 27 juin 1930          | P. Parchomenko                      |
| (1167) Dubiago      | 1930 PB                | 3 août 1930           | E. F. Skvortsov                     |
| (1168) Brandia      | 1930 QA                | 25 août 1930          | E. Delporte                         |
| (1169) Alwine       | 1930 QH                | 30 août 1930          | M. F. Wolf, M. A. Ferrero           |
| (1170) Siva         | 1930 SQ                | 29 septembre 1930     | E. Delporte                         |
| (1171) Rusthawelia  | 1930 TA                | 3 octobre 1930        | S. J. Arend                         |
| (1172) Énée         | 1930 UA                | 17 octobre 1930       | K. Reinmuth                         |
| (1173) Anchise      | 1930 UB                | 17 octobre 1930       | K. Reinmuth                         |
| (1174) Marmara      | 1930 UC                | 17 octobre 1930       | K. Reinmuth                         |
| (1175) Margo        | 1930 UD                | 17 octobre 1930       | K. Reinmuth                         |
| (1176) Lucidor      | 1930 VE                | 15 novembre 1930      | E. Delporte                         |
| (1177) Gonnessia    | 1930 WA                | 24 novembre 1930      | L. Boyer                            |
| (1178) Irmela       | 1931 EC                | 13 mars 1931          | M. F. Wolf                          |
| (1179) Mally        | 1931 FD                | 19 mars 1931          | M. F. Wolf                          |
| (1180) Rita         | 1931 GE                | 9 avril 1931          | K. Reinmuth                         |
| (1181) Lilith       | 1927 CQ                | 11 février 1927       | B. Jekhovsky                        |
| (1182) Ilona        | 1927 EA                | 3 mars 1927           | K. Reinmuth                         |
| (1183) Jutta        | 1930 DC                | 22 février 1930       | K. Reinmuth                         |
| (1184) Gaea         | 1926 RE                | 5 septembre 1926      | K. Reinmuth                         |
| (1185) Nikko        | 1927 WC                | 17 novembre 1927      | O. Oikawa                           |
| (1186) Turnera      | 1929 PL                | 1er août 1929         | C. Jackson                          |
| (1187) Afra         | 1929 XC                | 6 décembre 1929       | K. Reinmuth                         |
| (1188) Gothlandia   | 1930 SB                | 30 septembre 1930     | J. Comas Solá                       |
| (1189) Terentia     | 1930 SG                | 17 septembre 1930     | G. N. Neujmin                       |
| (1190) Pélagie      | 1930 SL                | 20 septembre 1930     | G. N. Neujmin                       |
| (1191) Alfaterna    | 1931 CA                | 11 février 1931       | L. Volta                            |
| (1192) Prisma       | 1931 FE                | 17 mars 1931          | A. Schwassmann                      |
| (1193) Africa       | 1931 HB                | 24 avril 1931         | C. Jackson                          |
| (1194) Aletta       | 1931 JG                | 13 mai 1931           | C. Jackson                          |
| (1195) Orangia      | 1931 KD                | 24 mai 1931           | C. Jackson                          |
| (1196) Sheba        | 1931 KE                | 21 mai 1931           | C. Jackson                          |
| (1197) Rhodesia     | 1931 LD                | 9 juin 1931           | C. Jackson                          |
| (1198) Atlantis     | 1931 RA                | 7 septembre 1931      | K. Reinmuth                         |
| (1199) Geldonia     | 1931 RF                | 14 septembre 1931     | E. Delporte                         |
| (1200) Imperatrix   | 1931 RH                | 14 septembre 1931     | K. Reinmuth                         |

## 1201-1300
| Nom                  | Désignation provisoire | Date de la découverte | Découvreur               |
| -------------------- | ---------------------- | --------------------- | ------------------------ |
| (1201) Strenua       | 1931 RK                | 14 septembre 1931     | K. Reinmuth              |
| (1202) Marina        | 1931 RL                | 13 septembre 1931     | G. N. Neujmin            |
| (1203) Nanna         | 1931 TA                | 5 octobre 1931        | M. F. Wolf               |
| (1204) Renzia        | 1931 TE                | 6 octobre 1931        | K. Reinmuth              |
| (1205) Ebella        | 1931 TB1               | 6 octobre 1931        | K. Reinmuth              |
| (1206) Numerowia     | 1931 UH                | 18 octobre 1931       | K. Reinmuth              |
| (1207) Ostenia       | 1931 VT                | 15 novembre 1931      | K. Reinmuth              |
| (1208) Troïle        | 1931 YA                | 31 décembre 1931      | K. Reinmuth              |
| (1209) Pumma         | 1927 HA                | 22 avril 1927         | K. Reinmuth              |
| (1210) Morosovia     | 1931 LB                | 6 juin 1931           | G. N. Neujmin            |
| (1211) Bressole      | 1931 XA                | 2 décembre 1931       | L. Boyer                 |
| (1212) Francette     | 1931 XC                | 3 décembre 1931       | L. Boyer                 |
| (1213) Algeria       | 1931 XD                | 5 décembre 1931       | G. Reiss                 |
| (1214) Richilde      | 1932 AA                | 1er janvier 1932      | M. F. Wolf               |
| (1215) Boyer         | 1932 BA                | 19 janvier 1932       | A. Schmitt               |
| (1216) Askania       | 1932 BL                | 29 janvier 1932       | K. Reinmuth              |
| (1217) Maximiliana   | 1932 EC                | 13 mars 1932          | E. Delporte              |
| (1218) Aster         | 1932 BJ                | 29 janvier 1932       | K. Reinmuth              |
| (1219) Britta        | 1932 CJ                | 6 février 1932        | M. F. Wolf               |
| (1220) Crocus        | 1932 CU                | 11 février 1932       | K. Reinmuth              |
| (1221) Amor          | 1932 EA1               | 12 mars 1932          | E. Delporte              |
| (1222) Tina          | 1932 LA                | 11 juin 1932          | E. Delporte              |
| (1223) Neckar        | 1931 TG                | 6 octobre 1931        | K. Reinmuth              |
| (1224) Fantasia      | 1927 SD                | 29 août 1927          | S. Beljavskij, N. Ivanov |
| (1225) Ariane        | 1930 HK                | 23 avril 1930         | H. van Gent              |
| (1226) Golia         | 1930 HL                | 22 avril 1930         | H. van Gent              |
| (1227) Geranium      | 1931 TD                | 5 octobre 1931        | K. Reinmuth              |
| (1228) Scabiosa      | 1931 TU                | 5 octobre 1931        | K. Reinmuth              |
| (1229) Tilia         | 1931 TP1               | 9 octobre 1931        | K. Reinmuth              |
| (1230) Riceia        | 1931 TX1               | 9 octobre 1931        | K. Reinmuth              |
| (1231) Auricula      | 1931 TE2               | 10 octobre 1931       | K. Reinmuth              |
| (1232) Cortusa       | 1931 TF2               | 10 octobre 1931       | K. Reinmuth              |
| (1233) Kobresia      | 1931 TG2               | 10 octobre 1931       | K. Reinmuth              |
| (1234) Elyna         | 1931 UF                | 18 octobre 1931       | K. Reinmuth              |
| (1235) Schorria      | 1931 UJ                | 18 octobre 1931       | K. Reinmuth              |
| (1236) Thaïs         | 1931 VX                | 6 novembre 1931       | G. N. Neujmin            |
| (1237) Geneviève     | 1931 XB                | 2 décembre 1931       | G. Reiss                 |
| (1238) Predappia     | 1932 CA                | 4 février 1932        | L. Volta                 |
| (1239) Queteleta     | 1932 CB                | 4 février 1932        | E. Delporte              |
| (1240) Centenaria    | 1932 CD                | 5 février 1932        | R. Schorr                |
| (1241) Dysona        | 1932 EB1               | 4 mars 1932           | H. E. Wood               |
| (1242) Zambesia      | 1932 HL                | 28 avril 1932         | C. Jackson               |
| (1243) Pamela        | 1932 JE                | 7 mai 1932            | C. Jackson               |
| (1244) Deira         | 1932 KE                | 25 mai 1932           | C. Jackson               |
| (1245) Calvinia      | 1932 KF                | 26 mai 1932           | C. Jackson               |
| (1246) Chaka         | 1932 OA                | 23 juillet 1932       | C. Jackson               |
| (1247) Memoria       | 1932 QA                | 30 août 1932          | M. Laugier               |
| (1248) Jugurtha      | 1932 RO                | 1er septembre 1932    | C. Jackson               |
| (1249) Rutherfordia  | 1932 VB                | 4 novembre 1932       | K. Reinmuth              |
| (1250) Galanthus     | 1933 BD                | 25 janvier 1933       | K. Reinmuth              |
| (1251) Hedera        | 1933 BE                | 25 janvier 1933       | K. Reinmuth              |
| (1252) Celestia      | 1933 DG                | 19 février 1933       | F. L. Whipple            |
| (1253) Frisia        | 1931 TV1               | 9 octobre 1931        | K. Reinmuth              |
| (1254) Erfordia      | 1932 JA                | 10 mai 1932           | J. Hartmann              |
| (1255) Schilowa      | 1932 NC                | 8 juillet 1932        | G. N. Neujmin            |
| (1256) Normannia     | 1932 PD                | 8 août 1932           | K. Reinmuth              |
| (1257) Móra          | 1932 PE                | 8 août 1932           | K. Reinmuth              |
| (1258) Sicilia       | 1932 PG                | 8 août 1932           | K. Reinmuth              |
| (1259) Ógyalla       | 1933 BT                | 29 janvier 1933       | K. Reinmuth              |
| (1260) Walhalla      | 1933 BW                | 29 janvier 1933       | K. Reinmuth              |
| (1261) Legia         | 1933 FB                | 23 mars 1933          | E. Delporte              |
| (1262) Sniadeckia    | 1933 FE                | 23 mars 1933          | S. J. Arend              |
| (1263) Varsavia      | 1933 FF                | 23 mars 1933          | S. J. Arend              |
| (1264) Letaba        | 1933 HG                | 21 avril 1933         | C. Jackson               |
| (1265) Schweikarda   | 1911 MV                | 18 octobre 1911       | F. Kaiser                |
| (1266) Tone          | 1927 BD                | 23 janvier 1927       | O. Oikawa                |
| (1267) Geertruida    | 1930 HD                | 23 avril 1930         | H. van Gent              |
| (1268) Libya         | 1930 HJ                | 29 avril 1930         | C. Jackson               |
| (1269) Rollandia     | 1930 SH                | 20 septembre 1930     | G. N. Neujmin            |
| (1270) Datura        | 1930 YE                | 17 décembre 1930      | G. Van Biesbroeck        |
| (1271) Isergina      | 1931 TN                | 10 octobre 1931       | G. N. Neujmin            |
| (1272) Gefion        | 1931 TZ1               | 10 octobre 1931       | K. Reinmuth              |
| (1273) Helma         | 1932 PF                | 8 août 1932           | K. Reinmuth              |
| (1274) Delportia     | 1932 WC                | 28 novembre 1932      | E. Delporte              |
| (1275) Cimbria       | 1932 WG                | 30 novembre 1932      | K. Reinmuth              |
| (1276) Ucclia        | 1933 BA                | 24 janvier 1933       | E. Delporte              |
| (1277) Dolores       | 1933 HA                | 18 avril 1933         | G. N. Neujmin            |
| (1278) Kenya         | 1933 LA                | 15 juin 1933          | C. Jackson               |
| (1279) Uganda        | 1933 LB                | 15 juin 1933          | C. Jackson               |
| (1280) Baillauda     | 1933 QB                | 18 août 1933          | E. Delporte              |
| (1281) Jeanne        | 1933 QJ                | 25 août 1933          | S. J. Arend              |
| (1282) Utopia        | 1933 QM1               | 17 août 1933          | C. Jackson               |
| (1283) Komsomolia    | 1925 SC                | 25 septembre 1925     | V. Albitskij             |
| (1284) Latvia        | 1933 OP                | 27 juillet 1933       | K. Reinmuth              |
| (1285) Julietta      | 1933 QF                | 21 août 1933          | E. Delporte              |
| (1286) Banachiewicza | 1933 QH                | 25 août 1933          | S. J. Arend              |
| (1287) Lorcia        | 1933 QL                | 25 août 1933          | S. J. Arend              |
| (1288) Santa         | 1933 QM                | 26 août 1933          | E. Delporte              |
| (1289) Kutaïssi      | 1933 QR                | 19 août 1933          | G. N. Neujmin            |
| (1290) Albertine     | 1933 QL1               | 21 août 1933          | E. Delporte              |
| (1291) Phryné        | 1933 RA                | 15 septembre 1933     | E. Delporte              |
| (1292) Luce          | 1933 SH                | 17 septembre 1933     | F. Rigaux                |
| (1293) Sonja         | 1933 SO                | 26 septembre 1933     | E. Delporte              |
| (1294) Antwerpia     | 1933 UB1               | 24 octobre 1933       | E. Delporte              |
| (1295) Deflotte      | 1933 WD                | 25 novembre 1933      | L. Boyer                 |
| (1296) Andrée        | 1933 WE                | 25 novembre 1933      | L. Boyer                 |
| (1297) Quadea        | 1934 AD                | 7 janvier 1934        | K. Reinmuth              |
| (1298) Nocturna      | 1934 AE                | 7 janvier 1934        | K. Reinmuth              |
| (1299) Mertona       | 1934 BA                | 18 janvier 1934       | G. Reiss                 |
| (1300) Marcelle      | 1934 CL                | 10 février 1934       | G. Reiss                 |

## 1301-1400
| Nom                 | Désignation provisoire | Date de la découverte | Découvreur        |
| ------------------- | ---------------------- | --------------------- | ----------------- |
| (1301) Yvonne       | 1934 EA                | 7 mars 1934           | L. Boyer          |
| (1302) Werra        | 1924 SV                | 28 septembre 1924     | K. Reinmuth       |
| (1303) Luthera      | 1928 FP                | 16 mars 1928          | A. Schwassmann    |
| (1304) Arosa        | 1928 KC                | 21 mai 1928           | K. Reinmuth       |
| (1305) Pongola      | 1928 OC                | 19 juillet 1928       | H. E. Wood        |
| (1306) Scythia      | 1930 OB                | 22 juillet 1930       | G. N. Neujmin     |
| (1307) Cimmeria     | 1930 UF                | 17 octobre 1930       | G. N. Neujmin     |
| (1308) Halleria     | 1931 EB                | 12 mars 1931          | K. Reinmuth       |
| (1309) Hyperborée   | 1931 TO                | 11 octobre 1931       | G. N. Neujmin     |
| (1310) Villigera    | 1932 DB                | 28 février 1932       | A. Schwassmann    |
| (1311) Knopfia      | 1933 FF1               | 24 mars 1933          | K. Reinmuth       |
| (1312) Vassar       | 1933 OT                | 27 juillet 1933       | G. Van Biesbroeck |
| (1313) Berna        | 1933 QG                | 24 août 1933          | S. J. Arend       |
| (1314) Paula        | 1933 SC                | 16 septembre 1933     | S. J. Arend       |
| (1315) Bronislawa   | 1933 SF1               | 16 septembre 1933     | S. J. Arend       |
| (1316) Kasan        | 1933 WC                | 17 novembre 1933      | G. N. Neujmin     |
| (1317) Silvretta    | 1935 RC                | 1er septembre 1935    | K. Reinmuth       |
| (1318) Nerina       | 1934 FG                | 24 mars 1934          | C. Jackson        |
| (1319) Disa         | 1934 FO                | 19 mars 1934          | C. Jackson        |
| (1320) Impala       | 1934 JG                | 13 mai 1934           | C. Jackson        |
| (1321) Majuba       | 1934 JH                | 7 mai 1934            | C. Jackson        |
| (1322) Coppernic    | 1934 LA                | 15 juin 1934          | K. Reinmuth       |
| (1323) Tugela       | 1934 LD                | 19 mai 1934           | C. Jackson        |
| (1324) Knysna       | 1934 LL                | 15 juin 1934          | C. Jackson        |
| (1325) Inanda       | 1934 NR                | 14 juillet 1934       | C. Jackson        |
| (1326) Losaka       | 1934 NS                | 14 juillet 1934       | C. Jackson        |
| (1327) Namaqua      | 1934 RT                | 7 septembre 1934      | C. Jackson        |
| (1328) Devota       | 1925 UA                | 21 octobre 1925       | B. Jekhovsky      |
| (1329) Eliane       | 1933 FL                | 23 mars 1933          | E. Delporte       |
| (1330) Spiridonia   | 1925 DB                | 17 février 1925       | V. Albitskij      |
| (1331) Solvejg      | 1933 QS                | 25 août 1933          | G. N. Neujmin     |
| (1332) Marconia     | 1934 AA                | 9 janvier 1934        | L. Volta          |
| (1333) Cevenola     | 1934 DA                | 20 février 1934       | O. Bancilhon      |
| (1334) Lundmarka    | 1934 OB                | 16 juillet 1934       | K. Reinmuth       |
| (1335) Demoulina    | 1934 RE                | 7 septembre 1934      | K. Reinmuth       |
| (1336) Zeelandia    | 1934 RW                | 9 septembre 1934      | H. van Gent       |
| (1337) Gerarda      | 1934 RA1               | 9 septembre 1934      | H. van Gent       |
| (1338) Duponta      | 1934 XA                | 4 décembre 1934       | L. Boyer          |
| (1339) Désagneauxa  | 1934 XB                | 4 décembre 1934       | L. Boyer          |
| (1340) Yvette       | 1934 YA                | 27 décembre 1934      | L. Boyer          |
| (1341) Edmée        | 1935 BA                | 27 janvier 1935       | E. Delporte       |
| (1342) Brabantia    | 1935 CV                | 13 février 1935       | H. van Gent       |
| (1343) Nicole       | 1935 FC                | 29 mars 1935          | L. Boyer          |
| (1344) Caubeta      | 1935 GA                | 1er avril 1935        | L. Boyer          |
| (1345) Potomac      | 1908 CG                | 4 février 1908        | J. H. Metcalf     |
| (1346) Gotha        | 1929 CY                | 5 février 1929        | K. Reinmuth       |
| (1347) Patria       | 1931 VW                | 6 novembre 1931       | G. N. Neujmin     |
| (1348) Michel       | 1933 FD                | 23 mars 1933          | S. J. Arend       |
| (1349) Bechuana     | 1934 LJ                | 13 juin 1934          | C. Jackson        |
| (1350) Rosselia     | 1934 TA                | 3 octobre 1934        | E. Delporte       |
| (1351) Uzbekistania | 1934 TF                | 5 octobre 1934        | G. N. Neujmin     |
| (1352) Wawel        | 1935 CE                | 3 février 1935        | S. J. Arend       |
| (1353) Maartje      | 1935 CU                | 13 février 1935       | H. van Gent       |
| (1354) Botha        | 1935 GK                | 3 avril 1935          | C. Jackson        |
| (1355) Magoeba      | 1935 HE                | 30 avril 1935         | C. Jackson        |
| (1356) Nyanza       | 1935 JH                | 3 mai 1935            | C. Jackson        |
| (1357) Khama        | 1935 ND                | 2 juillet 1935        | C. Jackson        |
| (1358) Gaika        | 1935 OB                | 21 juillet 1935       | C. Jackson        |
| (1359) Prieska      | 1935 OC                | 22 juillet 1935       | C. Jackson        |
| (1360) Tarka        | 1935 OD                | 22 juillet 1935       | C. Jackson        |
| (1361) Leuschneria  | 1935 QA                | 30 août 1935          | E. Delporte       |
| (1362) Griqua       | 1935 QG1               | 31 juillet 1935       | C. Jackson        |
| (1363) Herberta     | 1935 RA                | 30 août 1935          | E. Delporte       |
| (1364) Safara       | 1935 VB                | 18 novembre 1935      | L. Boyer          |
| (1365) Henyey       | 1928 RK                | 9 septembre 1928      | M. F. Wolf        |
| (1366) Piccolo      | 1932 WA                | 29 novembre 1932      | E. Delporte       |
| (1367) Nongoma      | 1934 NA                | 3 juillet 1934        | C. Jackson        |
| (1368) Numidia      | 1935 HD                | 30 avril 1935         | C. Jackson        |
| (1369) Ostanina     | 1935 QB                | 27 août 1935          | P. F. Shajn       |
| (1370) Hella        | 1935 QG                | 31 août 1935          | K. Reinmuth       |
| (1371) Resi         | 1935 QJ                | 31 août 1935          | K. Reinmuth       |
| (1372) Haremari     | 1935 QK                | 31 août 1935          | K. Reinmuth       |
| (1373) Cincinnati   | 1935 QN                | 30 août 1935          | E. Hubble         |
| (1374) Isora        | 1935 UA                | 21 octobre 1935       | E. Delporte       |
| (1375) Alfreda      | 1935 UB                | 22 octobre 1935       | E. Delporte       |
| (1376) Michelle     | 1935 UH                | 29 octobre 1935       | G. Reiss          |
| (1377) Roberbauxa   | 1936 CD                | 14 février 1936       | L. Boyer          |
| (1378) Leonce       | 1936 DB                | 21 février 1936       | F. Rigaux         |
| (1379) Lomonosowa   | 1936 FC                | 19 mars 1936          | G. N. Neujmin     |
| (1380) Volodia      | 1936 FM                | 16 mars 1936          | L. Boyer          |
| (1381) Danubia      | 1930 QJ                | 20 août 1930          | E. F. Skvortsov   |
| (1382) Gerti        | 1925 BB                | 21 janvier 1925       | K. Reinmuth       |
| (1383) Limburgia    | 1934 RV                | 9 septembre 1934      | H. van Gent       |
| (1384) Kniertje     | 1934 RX                | 9 septembre 1934      | H. van Gent       |
| (1385) Gelria       | 1935 MJ                | 24 mai 1935           | H. van Gent       |
| (1386) Storeria     | 1935 PA                | 28 juillet 1935       | G. N. Neujmin     |
| (1387) Kama         | 1935 QD                | 27 août 1935          | P. F. Shajn       |
| (1388) Aphrodite    | 1935 SS                | 24 septembre 1935     | E. Delporte       |
| (1389) Onnie        | 1935 SS1               | 28 septembre 1935     | H. van Gent       |
| (1390) Abastumani   | 1935 TA                | 3 octobre 1935        | P. F. Shajn       |
| (1391) Carelia      | 1936 DA                | 16 février 1936       | Y. Väisälä        |
| (1392) Pierre       | 1936 FO                | 16 mars 1936          | L. Boyer          |
| (1393) Sofala       | 1936 KD                | 25 mai 1936           | C. Jackson        |
| (1394) Algoa        | 1936 LK                | 12 juin 1936          | C. Jackson        |
| (1395) Aribeda      | 1936 OB                | 16 juillet 1936       | K. Reinmuth       |
| (1396) Outeniqua    | 1936 PF                | 9 août 1936           | C. Jackson        |
| (1397) Umtata       | 1936 PG                | 9 août 1936           | C. Jackson        |
| (1398) Donnera      | 1936 QL                | 26 août 1936          | Y. Väisälä        |
| (1399) Teneriffa    | 1936 QY                | 23 août 1936          | K. Reinmuth       |
| (1400) Tirela       | 1936 WA                | 17 novembre 1936      | L. Boyer          |

## 1401-1500
| Nom                 | Désignation provisoire | Date de la découverte | Découvreur        |
| ------------------- | ---------------------- | --------------------- | ----------------- |
| (1401) Lavonne      | 1935 UD                | 22 octobre 1935       | E. Delporte       |
| (1402) Eri          | 1936 OC                | 16 juillet 1936       | K. Reinmuth       |
| (1403) Idelsonia    | 1936 QA                | 13 août 1936          | G. N. Neujmin     |
| (1404) Ajax         | 1936 QW                | 17 août 1936          | K. Reinmuth       |
| (1405) Sibelius     | 1936 RE                | 12 septembre 1936     | Y. Väisälä        |
| (1406) Komppa       | 1936 RF                | 13 septembre 1936     | Y. Väisälä        |
| (1407) Lindelöf     | 1936 WC                | 21 novembre 1936      | Y. Väisälä        |
| (1408) Trusanda     | 1936 WF                | 23 novembre 1936      | K. Reinmuth       |
| (1409) Isko         | 1937 AK                | 8 janvier 1937        | K. Reinmuth       |
| (1410) Margret      | 1937 AL                | 8 janvier 1937        | K. Reinmuth       |
| (1411) Brauna       | 1937 AM                | 8 janvier 1937        | K. Reinmuth       |
| (1412) Lagrula      | 1937 BA                | 19 janvier 1937       | L. Boyer          |
| (1413) Roucarie     | 1937 CD                | 12 février 1937       | L. Boyer          |
| (1414) Jérôme       | 1937 CE                | 12 février 1937       | L. Boyer          |
| (1415) Malautra     | 1937 EA                | 4 mars 1937           | L. Boyer          |
| (1416) Renauxa      | 1937 EC                | 4 mars 1937           | L. Boyer          |
| (1417) Walinskia    | 1937 GH                | 1er avril 1937        | K. Reinmuth       |
| (1418) Fayeta       | 1903 RG                | 22 septembre 1903     | P. Götz           |
| (1419) Danzig       | 1929 RF                | 5 septembre 1929      | K. Reinmuth       |
| (1420) Radcliffe    | 1931 RJ                | 14 septembre 1931     | K. Reinmuth       |
| (1421) Esperanto    | 1936 FQ                | 18 mars 1936          | Y. Väisälä        |
| (1422) Strömgrenia  | 1936 QF                | 23 août 1936          | K. Reinmuth       |
| (1423) Jose         | 1936 QM                | 28 août 1936          | J. Hunaerts       |
| (1424) Sundmania    | 1937 AJ                | 9 janvier 1937        | Y. Väisälä        |
| (1425) Tuorla       | 1937 GB                | 3 avril 1937          | K. A. Inkeri      |
| (1426) Riviera      | 1937 GF                | 1er avril 1937        | M. Laugier        |
| (1427) Ruvuma       | 1937 KB                | 16 mai 1937           | C. Jackson        |
| (1428) Mombasa      | 1937 NO                | 5 juillet 1937        | C. Jackson        |
| (1429) Pemba        | 1937 NH                | 2 juillet 1937        | C. Jackson        |
| (1430) Somalia      | 1937 NK                | 5 juillet 1937        | C. Jackson        |
| (1431) Luanda       | 1937 OB                | 29 juillet 1937       | C. Jackson        |
| (1432) Ethiopia     | 1937 PG                | 1er août 1937         | C. Jackson        |
| (1433) Geramtina    | 1937 UC                | 30 octobre 1937       | E. Delporte       |
| (1434) Margot       | 1936 FD1               | 19 mars 1936          | G. N. Neujmin     |
| (1435) Garlena      | 1936 WE                | 23 novembre 1936      | K. Reinmuth       |
| (1436) Salonta      | 1936 YA                | 11 décembre 1936      | G. Kulin          |
| (1437) Diomède      | 1937 PB                | 3 août 1937           | K. Reinmuth       |
| (1438) Wendeline    | 1937 TC                | 11 octobre 1937       | K. Reinmuth       |
| (1439) Vogtia       | 1937 TE                | 11 octobre 1937       | K. Reinmuth       |
| (1440) Rostia       | 1937 TF                | 11 octobre 1937       | K. Reinmuth       |
| (1441) Bolyai       | 1937 WA                | 26 novembre 1937      | G. Kulin          |
| (1442) Corvina      | 1937 YF                | 29 décembre 1937      | G. Kulin          |
| (1443) Ruppina      | 1937 YG                | 29 décembre 1937      | K. Reinmuth       |
| (1444) Pannonia     | 1938 AE                | 6 janvier 1938        | G. Kulin          |
| (1445) Konkolya     | 1938 AF                | 6 janvier 1938        | G. Kulin          |
| (1446) Sillanpää    | 1938 BA                | 26 janvier 1938       | Y. Väisälä        |
| (1447) Utra         | 1938 BB                | 26 janvier 1938       | Y. Väisälä        |
| (1448) Lindbladia   | 1938 DF                | 16 février 1938       | Y. Väisälä        |
| (1449) Virtanen     | 1938 DO                | 20 février 1938       | Y. Väisälä        |
| (1450) Raimonda     | 1938 DP                | 20 février 1938       | Y. Väisälä        |
| (1451) Granö        | 1938 DT                | 22 février 1938       | Y. Väisälä        |
| (1452) Hunnia       | 1938 DZ1               | 26 février 1938       | G. Kulin          |
| (1453) Fennia       | 1938 ED1               | 8 mars 1938           | Y. Väisälä        |
| (1454) Kalevala     | 1936 DO                | 16 février 1936       | Y. Väisälä        |
| (1455) Mitchella    | 1937 LF                | 5 juin 1937           | A. Bohrmann       |
| (1456) Saldanha     | 1937 NG                | 2 juillet 1937        | C. Jackson        |
| (1457) Ankara       | 1937 PA                | 3 août 1937           | K. Reinmuth       |
| (1458) Mineura      | 1937 RC                | 1er septembre 1937    | F. Rigaux         |
| (1459) Magnya       | 1937 VA                | 4 novembre 1937       | G. N. Neujmin     |
| (1460) Haltia       | 1937 WC                | 24 novembre 1937      | Y. Väisälä        |
| (1461) Jean-Jacques | 1937 YL                | 30 décembre 1937      | M. Laugier        |
| (1462) Zamenhof     | 1938 CA                | 6 février 1938        | Y. Väisälä        |
| (1463) Nordenmarkia | 1938 CB                | 6 février 1938        | Y. Väisälä        |
| (1464) Armisticia   | 1939 VO                | 11 novembre 1939      | G. Van Biesbroeck |
| (1465) Autonoma     | 1938 FA                | 20 mars 1938          | A. Wachmann       |
| (1466) Mündleria    | 1938 KA                | 31 mai 1938           | K. Reinmuth       |
| (1467) Mashona      | 1938 OE                | 30 juillet 1938       | C. Jackson        |
| (1468) Zomba        | 1938 PA                | 23 juillet 1938       | C. Jackson        |
| (1469) Linzia       | 1938 QD                | 19 août 1938          | K. Reinmuth       |
| (1470) Carla        | 1938 SD                | 17 septembre 1938     | A. Bohrmann       |
| (1471) Tornio       | 1938 SL1               | 16 septembre 1938     | Y. Väisälä        |
| (1472) Muonio       | 1938 UQ                | 18 octobre 1938       | Y. Väisälä        |
| (1473) Ounas        | 1938 UT                | 22 octobre 1938       | Y. Väisälä        |
| (1474) Beira        | 1935 QY                | 20 août 1935          | C. Jackson        |
| (1475) Yalta        | 1935 SM                | 21 septembre 1935     | P. F. Shajn       |
| (1476) Cox          | 1936 RA                | 10 septembre 1936     | E. Delporte       |
| (1477) Bonsdorffia  | 1938 CC                | 6 février 1938        | Y. Väisälä        |
| (1478) Vihuri       | 1938 CF                | 6 février 1938        | Y. Väisälä        |
| (1479) Inkeri       | 1938 DE                | 16 février 1938       | Y. Väisälä        |
| (1480) Aunus        | 1938 DK                | 18 février 1938       | Y. Väisälä        |
| (1481) Tübingia     | 1938 DR                | 7 février 1938        | K. Reinmuth       |
| (1482) Sebastiana   | 1938 DA1               | 20 février 1938       | K. Reinmuth       |
| (1483) Hakoila      | 1938 DJ1               | 24 février 1938       | Y. Väisälä        |
| (1484) Postrema     | 1938 HC                | 29 avril 1938         | G. N. Neujmin     |
| (1485) Isa          | 1938 OB                | 28 juillet 1938       | K. Reinmuth       |
| (1486) Marilyn      | 1938 QA                | 23 août 1938          | E. Delporte       |
| (1487) Boda         | 1938 WC                | 17 novembre 1938      | K. Reinmuth       |
| (1488) Aura         | 1938 XE                | 15 décembre 1938      | Y. Väisälä        |
| (1489) Attila       | 1939 GC                | 12 avril 1939         | G. Kulin          |
| (1490) Limpopo      | 1936 LB                | 14 juin 1936          | C. Jackson        |
| (1491) Balduinus    | 1938 EJ                | 23 février 1938       | E. Delporte       |
| (1492) Oppolzer     | 1938 FL                | 23 mars 1938          | Y. Väisälä        |
| (1493) Sigrid       | 1938 QB                | 26 août 1938          | E. Delporte       |
| (1494) Savo         | 1938 SJ                | 16 septembre 1938     | Y. Väisälä        |
| (1495) Helsinki     | 1938 SW                | 21 septembre 1938     | Y. Väisälä        |
| (1496) Turku        | 1938 SA1               | 22 septembre 1938     | Y. Väisälä        |
| (1497) Tampere      | 1938 SB1               | 22 septembre 1938     | Y. Väisälä        |
| (1498) Lahti        | 1938 SK1               | 16 septembre 1938     | Y. Väisälä        |
| (1499) Pori         | 1938 UF                | 16 octobre 1938       | Y. Väisälä        |
| (1500) Jyväskylä    | 1938 UH                | 16 octobre 1938       | Y. Väisälä        |

## 1501-1600
| Nom                   | Désignation provisoire | Date de la découverte | Découvreur             |
| --------------------- | ---------------------- | --------------------- | ---------------------- |
| (1501) Baade          | 1938 UJ                | 20 octobre 1938       | A. Wachmann            |
| (1502) Arenda         | 1938 WB                | 17 novembre 1938      | K. Reinmuth            |
| (1503) Kuopio         | 1938 XD                | 15 décembre 1938      | Y. Väisälä             |
| (1504) Lappeenranta   | 1939 FM                | 23 mars 1939          | L. Oterma              |
| (1505) Koranna        | 1939 HH                | 21 avril 1939         | C. Jackson             |
| (1506) Xosa           | 1939 JC                | 15 mai 1939           | C. Jackson             |
| (1507) Vaasa          | 1939 RD                | 12 septembre 1939     | L. Oterma              |
| (1508) Kemi           | 1938 UP                | 21 octobre 1938       | H. Alikoski            |
| (1509) Esclangona     | 1938 YG                | 21 décembre 1938      | A. Patry               |
| (1510) Charlois       | 1939 DC                | 22 février 1939       | A. Patry               |
| (1511) Daléra         | 1939 FB                | 22 mars 1939          | L. Boyer               |
| (1512) Oulu           | 1939 FE                | 18 mars 1939          | H. Alikoski            |
| (1513) Mátra          | 1940 EB                | 10 mars 1940          | G. Kulin               |
| (1514) Ricouxa        | 1906 UR                | 22 août 1906          | M. F. Wolf             |
| (1515) Perrotin       | 1936 VG                | 15 novembre 1936      | A. Patry               |
| (1516) Henry          | 1938 BG                | 28 janvier 1938       | A. Patry               |
| (1517) Beograd        | 1938 FD                | 20 mars 1938          | M. B. Protitch         |
| (1518) Rovaniemi      | 1938 UA                | 15 octobre 1938       | Y. Väisälä             |
| (1519) Kajaani        | 1938 UB                | 15 octobre 1938       | Y. Väisälä             |
| (1520) Imatra         | 1938 UY                | 22 octobre 1938       | Y. Väisälä             |
| (1521) Seinäjoki      | 1938 UB1               | 22 octobre 1938       | Y. Väisälä             |
| (1522) Kokkola        | 1938 WO                | 18 novembre 1938      | L. Oterma              |
| (1523) Pieksämäki     | 1939 BC                | 18 janvier 1939       | Y. Väisälä             |
| (1524) Joensuu        | 1939 SB                | 18 septembre 1939     | Y. Väisälä             |
| (1525) Savonlinna     | 1939 SC                | 18 septembre 1939     | Y. Väisälä             |
| (1526) Mikkeli        | 1939 TF                | 7 octobre 1939        | Y. Väisälä             |
| (1527) Malmquista     | 1939 UG                | 18 octobre 1939       | Y. Väisälä             |
| (1528) Conrada        | 1940 CA                | 10 février 1940       | K. Reinmuth            |
| (1529) Oterma         | 1938 BC                | 26 janvier 1938       | Y. Väisälä             |
| (1530) Rantaseppä     | 1938 SG                | 16 septembre 1938     | Y. Väisälä             |
| (1531) Hartmut        | 1938 SH                | 17 septembre 1938     | A. Bohrmann            |
| (1532) Inari          | 1938 SM                | 16 septembre 1938     | Y. Väisälä             |
| (1533) Saimaa         | 1939 BD                | 19 janvier 1939       | Y. Väisälä             |
| (1534) Näsi           | 1939 BK                | 20 janvier 1939       | Y. Väisälä             |
| (1535) Päijänne       | 1939 RC                | 9 septembre 1939      | Y. Väisälä             |
| (1536) Pielinen       | 1939 SE                | 18 septembre 1939     | Y. Väisälä             |
| (1537) Transylvania   | 1940 QA                | 27 août 1940          | G. Strommer            |
| (1538) Detre          | 1940 RF                | 8 septembre 1940      | G. Kulin               |
| (1539) Borrelly       | 1940 UB                | 29 octobre 1940       | A. Patry               |
| (1540) Kevola         | 1938 WK                | 16 novembre 1938      | L. Oterma              |
| (1541) Estonia        | 1939 CK                | 12 février 1939       | Y. Väisälä             |
| (1542) Schalén        | 1941 QE                | 26 août 1941          | Y. Väisälä             |
| (1543) Bourgeois      | 1941 SJ                | 21 septembre 1941     | E. Delporte            |
| (1544) Vinterhansenia | 1941 UK                | 15 octobre 1941       | L. Oterma              |
| (1545) Thernöe        | 1941 UW                | 15 octobre 1941       | L. Oterma              |
| (1546) Izsák          | 1941 SG1               | 28 septembre 1941     | G. Kulin               |
| (1547) Nele           | 1929 CZ                | 12 février 1929       | P. Bourgeois           |
| (1548) Palomaa        | 1935 FK                | 26 mars 1935          | Y. Väisälä             |
| (1549) Mikko          | 1937 GA                | 2 avril 1937          | Y. Väisälä             |
| (1550) Tito           | 1937 WD                | 29 novembre 1937      | M. B. Protitch         |
| (1551) Argelander     | 1938 DC1               | 24 février 1938       | Y. Väisälä             |
| (1552) Bessel         | 1938 DE1               | 24 février 1938       | Y. Väisälä             |
| (1553) Bauersfelda    | 1940 AD                | 13 janvier 1940       | K. Reinmuth            |
| (1554) Yugoslavia     | 1940 RE                | 6 septembre 1940      | M. B. Protitch         |
| (1555) Dejan          | 1941 SA                | 15 septembre 1941     | F. Rigaux              |
| (1556) Wingolfia      | 1942 AA                | 14 janvier 1942       | K. Reinmuth            |
| (1557) Roehla         | 1942 AD                | 14 janvier 1942       | K. Reinmuth            |
| (1558) Järnefelt      | 1942 BD                | 20 janvier 1942       | L. Oterma              |
| (1559) Kustaanheimo   | 1942 BF                | 20 janvier 1942       | L. Oterma              |
| (1560) Strattonia     | 1942 XB                | 3 décembre 1942       | E. Delporte            |
| (1561) Fricke         | 1941 CG                | 15 février 1941       | K. Reinmuth            |
| (1562) Gondolatsch    | 1943 EE                | 9 mars 1943           | K. Reinmuth            |
| (1563) Noël           | 1943 EG                | 7 mars 1943           | S. J. Arend            |
| (1564) Srbija         | 1936 TB                | 15 octobre 1936       | M. B. Protitch         |
| (1565) Lemaître       | 1948 WA                | 25 novembre 1948      | S. J. Arend            |
| (1566) Icare          | 1949 MA                | 27 juin 1949          | W. Baade               |
| (1567) Alikoski       | 1941 HN                | 22 avril 1941         | Y. Väisälä             |
| (1568) Aisleen        | 1946 QB                | 21 août 1946          | E. L. Johnson          |
| (1569) Evita          | 1948 PA                | 3 août 1948           | M. Itzigsohn           |
| (1570) Brunonia       | 1948 TX                | 9 octobre 1948        | S. J. Arend            |
| (1571) Cesco          | 1950 FJ                | 20 mars 1950          | M. Itzigsohn           |
| (1572) Posnania       | 1949 SC                | 22 septembre 1949     | J. Dobrzycki, A. Kwiek |
| (1573) Väisälä        | 1949 UA                | 27 octobre 1949       | S. J. Arend            |
| (1574) Meyer          | 1949 FD                | 22 mars 1949          | L. Boyer               |
| (1575) Winifred       | 1950 HH                | 20 avril 1950         | Indiana University     |
| (1576) Fabiola        | 1948 SA                | 30 septembre 1948     | S. J. Arend            |
| (1577) Reiss          | 1949 BA                | 19 janvier 1949       | L. Boyer               |
| (1578) Kirkwood       | 1951 AT                | 10 janvier 1951       | Indiana University     |
| (1579) Herrick        | 1948 SB                | 30 septembre 1948     | S. J. Arend            |
| (1580) Betulia        | 1950 KA                | 22 mai 1950           | E. L. Johnson          |
| (1581) Abanderada     | 1950 LA1               | 15 juin 1950          | M. Itzigsohn           |
| (1582) Martir         | 1950 LY                | 15 juin 1950          | M. Itzigsohn           |
| (1583) Antiloque      | 1950 SA                | 19 septembre 1950     | S. J. Arend            |
| (1584) Fuji           | 1927 CR                | 7 février 1927        | O. Oikawa              |
| (1585) Union          | 1947 RG                | 7 septembre 1947      | E. L. Johnson          |
| (1586) Thiele         | 1939 CJ                | 13 février 1939       | A. Wachmann            |
| (1587) Kahrstedt      | 1933 FS1               | 25 mars 1933          | K. Reinmuth            |
| (1588) Descamisada    | 1951 MH                | 27 juin 1951          | M. Itzigsohn           |
| (1589) Fanatica       | 1950 RK                | 13 septembre 1950     | M. Itzigsohn           |
| (1590) Tsiolkovskaja  | 1933 NA                | 1er juillet 1933      | G. N. Neujmin          |
| (1591) Baize          | 1951 KA                | 31 mai 1951           | S. J. Arend            |
| (1592) Mathieu        | 1951 LA                | 1er juin 1951         | S. J. Arend            |
| (1593) Fagnes         | 1951 LB                | 1er juin 1951         | S. J. Arend            |
| (1594) Danjon         | 1949 WA                | 23 novembre 1949      | L. Boyer               |
| (1595) Tanga          | 1930 ME                | 19 juin 1930          | C. Jackson, H. E. Wood |
| (1596) Itzigsohn      | 1951 EV                | 8 mars 1951           | M. Itzigsohn           |
| (1597) Laugier        | 1949 EB                | 7 mars 1949           | L. Boyer               |
| (1598) Paloque        | 1950 CA                | 11 février 1950       | L. Boyer               |
| (1599) Giomus         | 1950 WA                | 17 novembre 1950      | L. Boyer               |
| (1600) Vyssotsky      | 1947 UC                | 22 octobre 1947       | C. A. Wirtanen         |

## 1601-1700
| Nom                 | Désignation provisoire | Date de la découverte | Découvreur                 |
| ------------------- | ---------------------- | --------------------- | -------------------------- |
| (1601) Patry        | 1942 KA                | 18 mai 1942           | L. Boyer                   |
| (1602) Indiana      | 1950 GF                | 14 mars 1950          | Indiana University         |
| (1603) Neva         | 1926 VH                | 4 novembre 1926       | G. N. Neujmin              |
| (1604) Tombaugh     | 1931 FH                | 24 mars 1931          | C. O. Lampland             |
| (1605) Milankovitch | 1936 GA                | 13 avril 1936         | P. Đurković                |
| (1606) Jekhovsky    | 1950 RH                | 14 septembre 1950     | L. Boyer                   |
| (1607) Mavis        | 1950 RA                | 3 septembre 1950      | E. L. Johnson              |
| (1608) Muñoz        | 1951 RZ                | 1er septembre 1951    | M. Itzigsohn               |
| (1609) Brenda       | 1951 NL                | 10 juillet 1951       | E. L. Johnson              |
| (1610) Mirnaya      | 1928 RT                | 11 septembre 1928     | P. F. Shajn                |
| (1611) Beyer        | 1950 DJ                | 17 février 1950       | K. Reinmuth                |
| (1612) Hirose       | 1950 BJ                | 23 janvier 1950       | K. Reinmuth                |
| (1613) Smiley       | 1950 SD                | 16 septembre 1950     | S. J. Arend                |
| (1614) Goldschmidt  | 1952 HA                | 18 avril 1952         | A. Schmitt                 |
| (1615) Bardwell     | 1950 BW                | 28 janvier 1950       | Indiana University         |
| (1616) Filipoff     | 1950 EA                | 15 mars 1950          | L. Boyer                   |
| (1617) Alschmitt    | 1952 FB                | 20 mars 1952          | L. Boyer                   |
| (1618) Dawn         | 1948 NF                | 5 juillet 1948        | E. L. Johnson              |
| (1619) Ueta         | 1953 TA                | 11 octobre 1953       | T. Mitani                  |
| (1620) Géographos   | 1951 RA                | 14 septembre 1951     | A. G. Wilson, R. Minkowski |
| (1621) Druzhba      | 1926 TM                | 1er octobre 1926      | S. Beljavskij              |
| (1622) Chacornac    | 1952 EA                | 15 mars 1952          | A. Schmitt                 |
| (1623) Vivian       | 1948 PL                | 9 août 1948           | E. L. Johnson              |
| (1624) Rabe         | 1931 TT1               | 9 octobre 1931        | K. Reinmuth                |
| (1625) The NORC     | 1953 RB                | 1er septembre 1953    | S. J. Arend                |
| (1626) Sadeya       | 1927 AA                | 10 janvier 1927       | J. Comas Solá              |
| (1627) Ivar         | 1929 SH                | 25 septembre 1929     | E. Hertzsprung             |
| (1628) Strobel      | 1923 OG                | 11 septembre 1923     | K. Reinmuth                |
| (1629) Pecker       | 1952 DB                | 28 février 1952       | L. Boyer                   |
| (1630) Milet        | 1952 DA                | 28 février 1952       | L. Boyer                   |
| (1631) Kopff        | 1936 UC                | 11 octobre 1936       | Y. Väisälä                 |
| (1632) Sieböhme     | 1941 DF                | 26 février 1941       | K. Reinmuth                |
| (1633) Chimay       | 1929 EC                | 3 mars 1929           | S. J. Arend                |
| (1634) Ndola        | 1935 QP                | 19 août 1935          | C. Jackson                 |
| (1635) Bohrmann     | 1924 QW                | 7 mars 1924           | K. Reinmuth                |
| (1636) Porter       | 1950 BH                | 23 janvier 1950       | K. Reinmuth                |
| (1637) Swings       | 1936 QO                | 28 août 1936          | J. Hunaerts                |
| (1638) Ruanda       | 1935 JF                | 3 mai 1935            | C. Jackson                 |
| (1639) Bower        | 1951 RB                | 12 septembre 1951     | S. J. Arend                |
| (1640) Nemo         | 1951 QA                | 31 août 1951          | S. J. Arend                |
| (1641) Tana         | 1935 OJ                | 25 juillet 1935       | C. Jackson                 |
| (1642) Hill         | 1951 RU                | 4 septembre 1951      | K. Reinmuth                |
| (1643) Brown        | 1951 RQ                | 4 septembre 1951      | K. Reinmuth                |
| (1644) Rafita       | 1935 YA                | 16 décembre 1935      | R. Carrasco                |
| (1645) Waterfield   | 1933 OJ                | 24 juillet 1933       | K. Reinmuth                |
| (1646) Rosseland    | 1939 BG                | 19 janvier 1939       | Y. Väisälä                 |
| (1647) Menelaus     | 1957 MK                | 23 juin 1957          | S. B. Nicholson            |
| (1648) Shajna       | 1935 RF                | 5 septembre 1935      | P. F. Shajn                |
| (1649) Fabre        | 1951 DE                | 27 février 1951       | L. Boyer                   |
| (1650) Heckmann     | 1937 TG                | 11 octobre 1937       | K. Reinmuth                |
| (1651) Behrens      | 1936 HD                | 23 avril 1936         | M. Laugier                 |
| (1652) Hergé        | 1953 PA                | 9 août 1953           | S. J. Arend                |
| (1653) Yakhontovia  | 1937 RA                | 30 août 1937          | G. N. Neujmin              |
| (1654) Bojeva       | 1931 TL                | 8 octobre 1931        | P. F. Shajn                |
| (1655) Comas Solá   | 1929 WG                | 28 novembre 1929      | J. Comas Solá              |
| (1656) Suomi        | 1942 EC                | 11 mars 1942          | Y. Väisälä                 |
| (1657) Roemera      | 1961 EA                | 6 mars 1961           | P. Wild                    |
| (1658) Innes        | 1953 NA                | 13 juillet 1953       | J. A. Bruwer               |
| (1659) Punkaharju   | 1940 YL                | 28 décembre 1940      | Y. Väisälä                 |
| (1660) Wood         | 1953 GA                | 7 avril 1953          | J. A. Bruwer               |
| (1661) Granule      | A916 FA                | 31 mars 1916          | M. F. Wolf                 |
| (1662) Hoffmann     | A923 RB                | 11 septembre 1923     | K. Reinmuth                |
| (1663) van den Bos  | 1926 PE                | 4 août 1926           | H. E. Wood                 |
| (1664) Felix        | 1929 CD                | 4 février 1929        | E. Delporte                |
| (1665) Gaby         | 1930 DQ                | 27 février 1930       | K. Reinmuth                |
| (1666) van Gent     | 1930 OG                | 22 juillet 1930       | H. van Gent                |
| (1667) Pels         | 1930 SY                | 16 septembre 1930     | H. van Gent                |
| (1668) Hanna        | 1933 OK                | 24 juillet 1933       | K. Reinmuth                |
| (1669) Dagmar       | 1934 RS                | 7 septembre 1934      | K. Reinmuth                |
| (1670) Minnaert     | 1934 RZ                | 9 septembre 1934      | H. van Gent                |
| (1671) Chaika       | 1934 TD                | 3 octobre 1934        | G. N. Neujmin              |
| (1672) Gezelle      | 1935 BD                | 29 janvier 1935       | E. Delporte                |
| (1673) van Houten   | 1937 TH                | 11 octobre 1937       | K. Reinmuth                |
| (1674) Groeneveld   | 1938 DS                | 7 février 1938        | K. Reinmuth                |
| (1675) Simonida     | 1938 FB                | 20 mars 1938          | M. B. Protitch             |
| (1676) Kariba       | 1939 LC                | 15 juin 1939          | C. Jackson                 |
| (1677) Tycho Brahe  | 1940 RO                | 6 septembre 1940      | Y. Väisälä                 |
| (1678) Hveen        | 1940 YH                | 28 décembre 1940      | Y. Väisälä                 |
| (1679) Nevanlinna   | 1941 FR                | 18 mars 1941          | L. Oterma                  |
| (1680) Per Brahe    | 1942 CH                | 12 février 1942       | L. Oterma                  |
| (1681) Steinmetz    | 1948 WE                | 23 novembre 1948      | M. Laugier                 |
| (1682) Karel        | 1949 PH                | 2 août 1949           | K. Reinmuth                |
| (1683) Castafiore   | 1950 SL                | 19 septembre 1950     | S. J. Arend                |
| (1684) Iguassú      | 1951 QE                | 23 août 1951          | M. Itzigsohn               |
| (1685) Toro         | 1948 OA                | 17 juillet 1948       | C. A. Wirtanen             |
| (1686) De Sitter    | 1935 SR1               | 28 septembre 1935     | H. van Gent                |
| (1687) Glarona      | 1965 SC                | 19 septembre 1965     | P. Wild                    |
| (1688) Wilkens      | 1951 EQ1               | 3 mars 1951           | M. Itzigsohn               |
| (1689) Floris-Jan   | 1930 SO                | 16 septembre 1930     | H. van Gent                |
| (1690) Mayrhofer    | 1948 VB                | 8 novembre 1948       | M. Laugier                 |
| (1691) Oort         | 1956 RB                | 9 septembre 1956      | K. Reinmuth                |
| (1692) Subbotina    | 1936 QD                | 16 août 1936          | G. N. Neujmin              |
| (1693) Hertzsprung  | 1935 LA                | 5 mai 1935            | H. van Gent                |
| (1694) Kaiser       | 1934 SB                | 29 septembre 1934     | H. van Gent                |
| (1695) Walbeck      | 1941 UO                | 15 octobre 1941       | L. Oterma                  |
| (1696) Nurmela      | 1939 FF                | 18 mars 1939          | Y. Väisälä                 |
| (1697) Koskenniemi  | 1940 RM                | 8 septembre 1940      | H. Alikoski                |
| (1698) Christophe   | 1934 CS                | 10 février 1934       | E. Delporte                |
| (1699) Honkasalo    | 1941 QD                | 26 août 1941          | Y. Väisälä                 |
| (1700) Zvezdara     | 1940 QC                | 26 août 1940          | P. Đurković                |

## 1701-1800
| Nom                   | Désignation provisoire | Date de la découverte | Découvreur                                             |
| --------------------- | ---------------------- | --------------------- | ------------------------------------------------------ |
| (1701) Okavango       | 1953 NJ                | 6 juillet 1953        | J. Churms                                              |
| (1702) Kalahari       | A924 NC                | 7 juillet 1924        | E. Hertzsprung                                         |
| (1703) Barry          | 1930 RB                | 2 septembre 1930      | M. F. Wolf                                             |
| (1704) Wachmann       | A924 EE                | 7 mars 1924           | K. Reinmuth                                            |
| (1705) Tapio          | 1941 SL1               | 26 septembre 1941     | L. Oterma                                              |
| (1706) Dieckvoss      | 1931 TS                | 5 octobre 1931        | K. Reinmuth                                            |
| (1707) Chantal        | 1932 RL                | 8 septembre 1932      | E. Delporte                                            |
| (1708) Pólit          | 1929 XA                | 1er décembre 1929     | J. Comas Solá                                          |
| (1709) Ukraina        | 1925 QA                | 16 août 1925          | G. Shajn                                               |
| (1710) Gothard        | 1941 UF                | 20 octobre 1941       | G. Kulin                                               |
| (1711) Sandrine       | 1935 BB                | 29 janvier 1935       | E. Delporte                                            |
| (1712) Angola         | 1935 KC                | 28 mai 1935           | C. Jackson                                             |
| (1713) Bancilhon      | 1951 SC                | 27 septembre 1951     | L. Boyer                                               |
| (1714) Sy             | 1951 OA                | 25 juillet 1951       | L. Boyer                                               |
| (1715) Salli          | 1938 GK                | 9 avril 1938          | H. Alikoski                                            |
| (1716) Peter          | 1934 GF                | 4 avril 1934          | K. Reinmuth                                            |
| (1717) Arlon          | 1954 AC                | 8 janvier 1954        | S. J. Arend                                            |
| (1718) Namibia        | 1942 RX                | 14 septembre 1942     | M. Väisälä                                             |
| (1719) Jens           | 1950 DP                | 17 février 1950       | K. Reinmuth                                            |
| (1720) Niels          | 1935 CQ                | 7 février 1935        | K. Reinmuth                                            |
| (1721) Wells          | 1953 TD3               | 3 octobre 1953        | Indiana University                                     |
| (1722) Goffin         | 1938 EG                | 23 février 1938       | E. Delporte                                            |
| (1723) Klemola        | 1936 FX                | 18 mars 1936          | Y. Väisälä                                             |
| (1724) Vladimir       | 1932 DC                | 28 février 1932       | E. Delporte                                            |
| (1725) CrAO           | 1930 SK                | 20 septembre 1930     | G. N. Neujmin                                          |
| (1726) Hoffmeister    | 1933 OE                | 24 juillet 1933       | K. Reinmuth                                            |
| (1727) Mette          | 1965 BA                | 25 janvier 1965       | A. D. Andrews (en)                                     |
| (1728) Goethe Link    | 1964 TO                | 12 octobre 1964       | Indiana University                                     |
| (1729) Beryl          | 1963 SL                | 19 septembre 1963     | Indiana University                                     |
| (1730) Marceline      | 1936 UA                | 17 octobre 1936       | M. Laugier                                             |
| (1731) Smuts          | 1948 PH                | 9 août 1948           | E. L. Johnson                                          |
| (1732) Heike          | 1943 EY                | 9 mars 1943           | K. Reinmuth                                            |
| (1733) Silke          | 1938 DL1               | 19 février 1938       | A. Bohrmann                                            |
| (1734) Zhongolovich   | 1928 TJ                | 11 octobre 1928       | G. N. Neujmin                                          |
| (1735) ITA            | 1948 RJ1               | 10 septembre 1948     | P. F. Shajn                                            |
| (1736) Floirac        | 1967 RA                | 6 septembre 1967      | G. Soulié                                              |
| (1737) Severny        | 1966 TJ                | 13 octobre 1966       | L. I. Tchernykh                                        |
| (1738) Oosterhoff     | 1930 SP                | 16 septembre 1930     | H. van Gent                                            |
| (1739) Meyermann      | 1939 PF                | 15 août 1939          | K. Reinmuth                                            |
| (1740) Paavo Nurmi    | 1939 UA                | 18 octobre 1939       | Y. Väisälä                                             |
| (1741) Giclas         | 1960 BC                | 26 janvier 1960       | Indiana University                                     |
| (1742) Schaifers      | 1934 RO                | 7 septembre 1934      | K. Reinmuth                                            |
| (1743) Schmidt        | 4109 P-L               | 24 septembre 1960     | C. J. van Houten, I. van Houten-Groeneveld, T. Gehrels |
| (1744) Harriet        | 6557 P-L               | 24 septembre 1960     | C. J. van Houten, I. van Houten-Groeneveld, T. Gehrels |
| (1745) Ferguson       | 1941 SY1               | 17 septembre 1941     | J. E. Willis                                           |
| (1746) Brouwer        | 1963 RF                | 14 septembre 1963     | Indiana University                                     |
| (1747) Wright         | 1947 NH                | 14 juillet 1947       | C. A. Wirtanen                                         |
| (1748) Mauderli       | 1966 RA                | 7 septembre 1966      | P. Wild                                                |
| (1749) Télamon        | 1949 SB                | 23 septembre 1949     | K. Reinmuth                                            |
| (1750) Eckert         | 1950 NA1               | 15 juillet 1950       | K. Reinmuth                                            |
| (1751) Herget         | 1955 OC                | 27 juillet 1955       | Indiana University                                     |
| (1752) van Herk       | 1930 OK                | 22 juillet 1930       | H. van Gent                                            |
| (1753) Mieke          | 1934 JM                | 10 mai 1934           | H. van Gent                                            |
| (1754) Cunningham     | 1935 FE                | 29 mars 1935          | E. Delporte                                            |
| (1755) Lorbach        | 1936 VD                | 8 novembre 1936       | M. Laugier                                             |
| (1756) Giacobini      | 1937 YA                | 24 décembre 1937      | A. Patry                                               |
| (1757) Porvoo         | 1939 FC                | 17 mars 1939          | Y. Väisälä                                             |
| (1758) Naantali       | 1942 DK                | 18 février 1942       | L. Oterma                                              |
| (1759) Kienle         | 1942 RF                | 11 septembre 1942     | K. Reinmuth                                            |
| (1760) Sandra         | 1950 GB                | 10 avril 1950         | E. L. Johnson                                          |
| (1761) Edmondson      | 1952 FN                | 30 mars 1952          | Indiana University                                     |
| (1762) Russell        | 1953 TZ                | 8 octobre 1953        | Indiana University                                     |
| (1763) Williams       | 1953 TN2               | 13 octobre 1953       | Indiana University                                     |
| (1764) Cogshall       | 1953 VM1               | 7 novembre 1953       | Indiana University                                     |
| (1765) Wrubel         | 1957 XB                | 15 décembre 1957      | Indiana University                                     |
| (1766) Slipher        | 1962 RF                | 7 septembre 1962      | Indiana University                                     |
| (1767) Lampland       | 1962 RJ                | 7 septembre 1962      | Indiana University                                     |
| (1768) Appenzella     | 1965 SA                | 23 septembre 1965     | P. Wild                                                |
| (1769) Carlostorres   | 1966 QP                | 25 août 1966          | Z. Pereyra                                             |
| (1770) Schlesinger    | 1967 JR                | 10 mai 1967           | C. U. Cesco, A. R. Klemola                             |
| (1771) Makover        | 1968 BD                | 24 janvier 1968       | L. I. Tchernykh                                        |
| (1772) Gagarin        | 1968 CB                | 6 février 1968        | L. I. Tchernykh                                        |
| (1773) Rumpelstilz    | 1968 HE                | 17 avril 1968         | P. Wild                                                |
| (1774) Kulikov        | 1968 UG1               | 22 octobre 1968       | T. M. Smirnova                                         |
| (1775) Zimmerwald     | 1969 JA                | 13 mai 1969           | P. Wild                                                |
| (1776) Kuiper         | 2520 P-L               | 24 septembre 1960     | C. J. van Houten, I. van Houten-Groeneveld, T. Gehrels |
| (1777) Gehrels        | 4007 P-L               | 24 septembre 1960     | C. J. van Houten, I. van Houten-Groeneveld, T. Gehrels |
| (1778) Alfvén         | 4506 P-L               | 26 septembre 1960     | C. J. van Houten, I. van Houten-Groeneveld, T. Gehrels |
| (1779) Paraná         | 1950 LZ                | 15 juin 1950          | M. Itzigsohn                                           |
| (1780) Kippes         | A906 RA                | 12 septembre 1906     | A. Kopff                                               |
| (1781) Van Biesbroeck | A906 UB                | 17 octobre 1906       | A. Kopff                                               |
| (1782) Schneller      | 1931 TL1               | 6 octobre 1931        | K. Reinmuth                                            |
| (1783) Albitskij      | 1935 FJ                | 24 mars 1935          | G. N. Neujmin                                          |
| (1784) Benguella      | 1935 MG                | 30 juin 1935          | C. Jackson                                             |
| (1785) Wurm           | 1941 CD                | 15 février 1941       | K. Reinmuth                                            |
| (1786) Raahe          | 1948 TL                | 9 octobre 1948        | H. Alikoski                                            |
| (1787) Chiny          | 1950 SK                | 19 septembre 1950     | S. J. Arend                                            |
| (1788) Kiess          | 1952 OZ                | 25 juillet 1952       | Indiana University                                     |
| (1789) Dobrovolski    | 1966 QC                | 19 août 1966          | L. I. Tchernykh                                        |
| (1790) Volkov         | 1967 ER                | 9 mars 1967           | L. I. Tchernykh                                        |
| (1791) Patsaïev       | 1967 RE                | 4 septembre 1967      | T. M. Smirnova                                         |
| (1792) Reni           | 1968 BG                | 24 janvier 1968       | L. I. Tchernykh                                        |
| (1793) Zoya           | 1968 DW                | 28 février 1968       | T. M. Smirnova                                         |
| (1794) Finsen         | 1970 GA                | 7 avril 1970          | J. A. Bruwer                                           |
| (1795) Woltjer        | 4010 P-L               | 24 septembre 1960     | C. J. van Houten, I. van Houten-Groeneveld, T. Gehrels |
| (1796) Riga           | 1966 KB                | 16 mai 1966           | N. S. Tchernykh                                        |
| (1797) Schaumasse     | 1936 VH                | 15 novembre 1936      | A. Patry                                               |
| (1798) Watts          | 1949 GC                | 4 avril 1949          | Indiana University                                     |
| (1799) Koussevitzky   | 1950 OE                | 25 juillet 1950       | Indiana University                                     |
| (1800) Aguilar        | 1950 RJ                | 12 septembre 1950     | M. Itzigsohn                                           |

## 1801-1900
| Nom                  | Désignation provisoire | Date de la découverte | Découvreur                                             |
| -------------------- | ---------------------- | --------------------- | ------------------------------------------------------ |
| (1801) Titicaca      | 1952 SP1               | 23 septembre 1952     | M. Itzigsohn                                           |
| (1802) Zhang Heng    | 1964 TW1               | 9 octobre 1964        | Observatoire de la Montagne Pourpre                    |
| (1803) Zwicky        | 1967 CA                | 6 février 1967        | P. Wild                                                |
| (1804) Chebotarev    | 1967 GG                | 6 avril 1967          | T. M. Smirnova                                         |
| (1805) Dirikis       | 1970 GD                | 1er avril 1970        | L. I. Tchernykh                                        |
| (1806) Derice        | 1971 LC                | 13 juin 1971          | Perth Observatory                                      |
| (1807) Slovakia      | 1971 QA                | 20 août 1971          | M. Antal                                               |
| (1808) Bellérophon   | 2517 P-L               | 24 septembre 1960     | C. J. van Houten, I. van Houten-Groeneveld, T. Gehrels |
| (1809) Prométhée     | 2522 P-L               | 24 septembre 1960     | C. J. van Houten, I. van Houten-Groeneveld, T. Gehrels |
| (1810) Épiméthée     | 4196 P-L               | 24 septembre 1960     | C. J. van Houten, I. van Houten-Groeneveld, T. Gehrels |
| (1811) Bruwer        | 4576 P-L               | 24 septembre 1960     | C. J. van Houten, I. van Houten-Groeneveld, T. Gehrels |
| (1812) Gilgamesh     | 4645 P-L               | 24 septembre 1960     | C. J. van Houten, I. van Houten-Groeneveld, T. Gehrels |
| (1813) Imhotep       | 7589 P-L               | 17 octobre 1960       | C. J. van Houten, I. van Houten-Groeneveld, T. Gehrels |
| (1814) Bach          | 1931 TW1               | 9 octobre 1931        | K. Reinmuth                                            |
| (1815) Beethoven     | 1932 CE1               | 27 janvier 1932       | K. Reinmuth                                            |
| (1816) Liberia       | 1936 BD                | 29 janvier 1936       | C. Jackson                                             |
| (1817) Katanga       | 1939 MB                | 20 juin 1939          | C. Jackson                                             |
| (1818) Brahms        | 1939 PE                | 15 août 1939          | K. Reinmuth                                            |
| (1819) Laputa        | 1948 PC                | 9 août 1948           | E. L. Johnson                                          |
| (1820) Lohmann       | 1949 PO                | 2 août 1949           | K. Reinmuth                                            |
| (1821) Aconcagua     | 1950 MB                | 24 juin 1950          | M. Itzigsohn                                           |
| (1822) Waterman      | 1950 OO                | 25 juillet 1950       | Indiana University                                     |
| (1823) Gliese        | 1951 RD                | 4 septembre 1951      | K. Reinmuth                                            |
| (1824) Haworth       | 1952 FM                | 30 mars 1952          | Indiana University                                     |
| (1825) Klare         | 1954 QH                | 31 août 1954          | K. Reinmuth                                            |
| (1826) Miller        | 1955 RC1               | 14 septembre 1955     | Indiana University                                     |
| (1827) Atkinson      | 1962 RK                | 7 septembre 1962      | Indiana University                                     |
| (1828) Kashirina     | 1966 PH                | 14 août 1966          | L. I. Tchernykh                                        |
| (1829) Dawson        | 1967 JJ                | 6 mai 1967            | C. U. Cesco, A. R. Klemola                             |
| (1830) Pogson        | 1968 HA                | 17 avril 1968         | P. Wild                                                |
| (1831) Nicholson     | 1968 HC                | 17 avril 1968         | P. Wild                                                |
| (1832) Mrkos         | 1969 PC                | 11 août 1969          | L. I. Tchernykh                                        |
| (1833) Shmakova      | 1969 PN                | 11 août 1969          | L. I. Tchernykh                                        |
| (1834) Palach        | 1969 QP                | 22 août 1969          | L. Kohoutek                                            |
| (1835) Gajdariya     | 1970 OE                | 30 juillet 1970       | T. M. Smirnova                                         |
| (1836) Komarov       | 1971 OT                | 26 juillet 1971       | N. S. Tchernykh                                        |
| (1837) Osita         | 1971 QZ1               | 16 août 1971          | J. Gibson                                              |
| (1838) Ursa          | 1971 UC                | 20 octobre 1971       | P. Wild                                                |
| (1839) Ragazza       | 1971 UF                | 20 octobre 1971       | P. Wild                                                |
| (1840) Hus           | 1971 UY                | 26 octobre 1971       | L. Kohoutek                                            |
| (1841) Masaryk       | 1971 UO1               | 26 octobre 1971       | L. Kohoutek                                            |
| (1842) Hynek         | 1972 AA                | 14 janvier 1972       | L. Kohoutek                                            |
| (1843) Jarmila       | 1972 AB                | 14 janvier 1972       | L. Kohoutek                                            |
| (1844) Susilva       | 1972 UB                | 30 octobre 1972       | P. Wild                                                |
| (1845) Helewalda     | 1972 UC                | 30 octobre 1972       | P. Wild                                                |
| (1846) Bengt         | 6553 P-L               | 24 septembre 1960     | C. J. van Houten, I. van Houten-Groeneveld, T. Gehrels |
| (1847) Stobbe        | A916 CA                | 1er février 1916      | H. Thiele                                              |
| (1848) Delvaux       | 1933 QD                | 18 août 1933          | E. Delporte                                            |
| (1849) Kresák        | 1942 AB                | 14 janvier 1942       | K. Reinmuth                                            |
| (1850) Kohoutek      | 1942 EN                | 23 mars 1942          | K. Reinmuth                                            |
| (1851) Lacroute      | 1950 VA                | 9 novembre 1950       | L. Boyer                                               |
| (1852) Carpenter     | 1955 GA                | 1er avril 1955        | Indiana University                                     |
| (1853) McElroy       | 1957 XE                | 15 décembre 1957      | Indiana University                                     |
| (1854) Skvortsov     | 1968 UE1               | 22 octobre 1968       | T. M. Smirnova                                         |
| (1855) Korolev       | 1969 TU1               | 8 octobre 1969        | L. I. Tchernykh                                        |
| (1856) Ruzena        | 1969 TW1               | 8 octobre 1969        | L. I. Tchernykh                                        |
| (1857) Parchomenko   | 1971 QS1               | 30 août 1971          | T. M. Smirnova                                         |
| (1858) Lobachevskij  | 1972 QL                | 18 août 1972          | L. V. Zhuravleva                                       |
| (1859) Kovalevskaya  | 1972 RS2               | 4 septembre 1972      | L. V. Zhuravleva                                       |
| (1860) Barbarossa    | 1973 SK                | 28 septembre 1973     | P. Wild                                                |
| (1861) Komensky      | 1970 WB                | 24 novembre 1970      | L. Kohoutek                                            |
| (1862) Apollon       | 1932 HA                | 24 avril 1932         | K. Reinmuth                                            |
| (1863) Antinoüs      | 1948 EA                | 7 mars 1948           | C. A. Wirtanen                                         |
| (1864) Dédale        | 1971 FA                | 24 mars 1971          | T. Gehrels                                             |
| (1865) Cerbère       | 1971 UA                | 26 octobre 1971       | L. Kohoutek                                            |
| (1866) Sisyphe       | 1972 XA                | 5 décembre 1972       | P. Wild                                                |
| (1867) Déiphobe      | 1971 EA                | 3 mars 1971           | C. U. Cesco                                            |
| (1868) Thersite      | 2008 P-L               | 24 septembre 1960     | C. J. van Houten, I. van Houten-Groeneveld, T. Gehrels |
| (1869) Philoctète    | 4596 P-L               | 24 septembre 1960     | C. J. van Houten, I. van Houten-Groeneveld, T. Gehrels |
| (1870) Glaucos       | 1971 FE                | 24 mars 1971          | C. J. van Houten, I. van Houten-Groeneveld, T. Gehrels |
| (1871) Astyanax      | 1971 FF                | 24 mars 1971          | C. J. van Houten, I. van Houten-Groeneveld, T. Gehrels |
| (1872) Hélénos       | 1971 FG                | 24 mars 1971          | C. J. van Houten, I. van Houten-Groeneveld, T. Gehrels |
| (1873) Agénor        | 1971 FH                | 25 mars 1971          | C. J. van Houten, I. van Houten-Groeneveld, T. Gehrels |
| (1874) Kacivelia     | A924 RC                | 5 septembre 1924      | S. Beljavskij                                          |
| (1875) Neruda        | 1969 QQ                | 22 août 1969          | L. Kohoutek                                            |
| (1876) Napolitania   | 1970 BA                | 31 janvier 1970       | C. T. Kowal                                            |
| (1877) Marsden       | 1971 FC                | 24 mars 1971          | T. Gehrels                                             |
| (1878) Hughes        | 1933 QC                | 18 août 1933          | E. Delporte                                            |
| (1879) Broederstroom | 1935 UN                | 16 octobre 1935       | H. van Gent                                            |
| (1880) McCrosky      | 1940 AN                | 13 janvier 1940       | K. Reinmuth                                            |
| (1881) Shao          | 1940 PC                | 3 août 1940           | K. Reinmuth                                            |
| (1882) Rauma         | 1941 UJ                | 15 octobre 1941       | L. Oterma                                              |
| (1883) Rimito        | 1942 XA                | 4 décembre 1942       | Y. Väisälä                                             |
| (1884) Skip          | 1943 EB1               | 2 mars 1943           | M. Laugier                                             |
| (1885) Herero        | 1948 PJ                | 9 août 1948           | E. L. Johnson                                          |
| (1886) Lowell        | 1949 MP                | 21 juin 1949          | H. L. Giclas                                           |
| (1887) Virton        | 1950 TD                | 5 octobre 1950        | S. J. Arend                                            |
| (1888) Zu Chong-Zhi  | 1964 VO1               | 9 novembre 1964       | Observatoire de la Montagne Pourpre                    |
| (1889) Pakhmutova    | 1968 BE                | 24 janvier 1968       | L. I. Tchernykh                                        |
| (1890) Konoshenkova  | 1968 CD                | 6 février 1968        | L. I. Tchernykh                                        |
| (1891) Gondola       | 1969 RA                | 11 septembre 1969     | P. Wild                                                |
| (1892) Lucienne      | 1971 SD                | 16 septembre 1971     | P. Wild                                                |
| (1893) Jakoba        | 1971 UD                | 20 octobre 1971       | P. Wild                                                |
| (1894) Haffner       | 1971 UH                | 26 octobre 1971       | L. Kohoutek                                            |
| (1895) Larink        | 1971 UZ                | 26 octobre 1971       | L. Kohoutek                                            |
| (1896) Beer          | 1971 UC1               | 26 octobre 1971       | L. Kohoutek                                            |
| (1897) Hind          | 1971 UE1               | 26 octobre 1971       | L. Kohoutek                                            |
| (1898) Cowell        | 1971 UF1               | 26 octobre 1971       | L. Kohoutek                                            |
| (1899) Crommelin     | 1971 UR1               | 26 octobre 1971       | L. Kohoutek                                            |
| (1900) Katyusha      | 1971 YB                | 16 décembre 1971      | T. M. Smirnova                                         |

## 1901-2000
| Nom                     | Désignation provisoire | Date de la découverte | Découvreur                                             |
| ----------------------- | ---------------------- | --------------------- | ------------------------------------------------------ |
| (1901) Moravia          | 1972 AD                | 14 janvier 1972       | L. Kohoutek                                            |
| (1902) Chapochnikov     | 1972 HU                | 18 avril 1972         | T. M. Smirnova                                         |
| (1903) Adzhimushkaj     | 1972 JL                | 9 mai 1972            | T. M. Smirnova                                         |
| (1904) Massevitch       | 1972 JM                | 9 mai 1972            | T. M. Smirnova                                         |
| (1905) Ambartsumian     | 1972 JZ                | 14 mai 1972           | T. M. Smirnova                                         |
| (1906) Naef             | 1972 RC                | 5 septembre 1972      | P. Wild                                                |
| (1907) Rudneva          | 1972 RC2               | 11 septembre 1972     | N. S. Tchernykh                                        |
| (1908) Pobeda           | 1972 RL2               | 11 septembre 1972     | N. S. Tchernykh                                        |
| (1909) Alekhine         | 1972 RW2               | 4 septembre 1972      | L. V. Zhuravleva                                       |
| (1910) Mikhaïlov        | 1972 TZ1               | 8 octobre 1972        | L. V. Zhuravleva                                       |
| (1911) Schubart         | 1973 UD                | 25 octobre 1973       | P. Wild                                                |
| (1912) Anubis           | 6534 P-L               | 24 septembre 1960     | C. J. van Houten, I. van Houten-Groeneveld, T. Gehrels |
| (1913) Sekanina         | 1928 SF                | 22 septembre 1928     | K. Reinmuth                                            |
| (1914) Hartbeespoortdam | 1930 SB1               | 28 septembre 1930     | H. van Gent                                            |
| (1915) Quetzálcoatl     | 1953 EA                | 9 mars 1953           | A. G. Wilson                                           |
| (1916) Borée            | 1953 RA                | 1er septembre 1953    | S. J. Arend                                            |
| (1917) Cuyo             | 1968 AA                | 1er janvier 1968      | C. U. Cesco, Arturo G. Samuel                          |
| (1918) Aiguillon        | 1968 UA                | 19 octobre 1968       | G. Soulié                                              |
| (1919) Clemence         | 1971 SA                | 16 septembre 1971     | J. Gibson, C. U. Cesco                                 |
| (1920) Sarmiento        | 1971 VO                | 11 novembre 1971      | J. Gibson, C. U. Cesco                                 |
| (1921) Pala             | 1973 SE                | 20 septembre 1973     | T. Gehrels                                             |
| (1922) Zulu             | 1949 HC                | 25 avril 1949         | E. L. Johnson                                          |
| (1923) Osiris           | 4011 P-L               | 24 septembre 1960     | C. J. van Houten, I. van Houten-Groeneveld, T. Gehrels |
| (1924) Horus            | 4023 P-L               | 24 septembre 1960     | C. J. van Houten, I. van Houten-Groeneveld, T. Gehrels |
| (1925) Franklin-Adams   | 1934 RY                | 9 septembre 1934      | H. van Gent                                            |
| (1926) Demiddelaer      | 1935 JA                | 2 mai 1935            | E. Delporte                                            |
| (1927) Suvanto          | 1936 FP                | 18 mars 1936          | Rafael Suvanto                                         |
| (1928) Summa            | 1938 SO                | 21 septembre 1938     | Y. Väisälä                                             |
| (1929) Kollaa           | 1939 BS                | 20 janvier 1939       | Y. Väisälä                                             |
| (1930) Lucifer          | 1964 UA                | 29 octobre 1964       | E. Roemer                                              |
| (1931) Čapek            | 1969 QB                | 22 août 1969          | L. Kohoutek                                            |
| (1932) Jansky           | 1971 UB1               | 26 octobre 1971       | L. Kohoutek                                            |
| (1933) Tinchen          | 1972 AC                | 14 janvier 1972       | L. Kohoutek                                            |
| (1934) Jeffers          | 1972 XB                | 2 décembre 1972       | A. R. Klemola                                          |
| (1935) Lucerna          | 1973 RB                | 2 septembre 1973      | P. Wild                                                |
| (1936) Lugano           | 1973 WD                | 24 novembre 1973      | P. Wild                                                |
| (1937) Locarno          | 1973 YA                | 19 décembre 1973      | P. Wild                                                |
| (1938) Lausanna         | 1974 HC                | 19 avril 1974         | P. Wild                                                |
| (1939) Loretta          | 1974 UC                | 17 octobre 1974       | C. T. Kowal                                            |
| (1940) Whipple          | 1975 CA                | 2 février 1975        | Harvard Observatory                                    |
| (1941) Wild             | 1931 TN1               | 6 octobre 1931        | K. Reinmuth                                            |
| (1942) Jablunka         | 1972 SA                | 30 septembre 1972     | L. Kohoutek                                            |
| (1943) Antéros          | 1973 EC                | 13 mars 1973          | J. Gibson                                              |
| (1944) Günter           | 1925 RA                | 14 septembre 1925     | K. Reinmuth                                            |
| (1945) Wesselink        | 1930 OL                | 22 juillet 1930       | H. van Gent                                            |
| (1946) Walraven         | 1931 PH                | 8 août 1931           | H. van Gent                                            |
| (1947) Iso-Heikkilä     | 1935 EA                | 4 mars 1935           | Y. Väisälä                                             |
| (1948) Kampala          | 1935 GL                | 3 avril 1935          | C. Jackson                                             |
| (1949) Messina          | 1936 NE                | 8 juillet 1936        | C. Jackson                                             |
| (1950) Wempe            | 1942 EO                | 23 mars 1942          | K. Reinmuth                                            |
| (1951) Lick             | 1949 OA                | 26 juillet 1949       | C. A. Wirtanen                                         |
| (1952) Hesburgh         | 1951 JC                | 3 mai 1951            | Indiana University                                     |
| (1953) Rupertwildt      | 1951 UK                | 29 octobre 1951       | Indiana University                                     |
| (1954) Koukarkine       | 1952 PH                | 15 août 1952          | P. F. Shajn                                            |
| (1955) McMath           | 1963 SR                | 22 septembre 1963     | Indiana University                                     |
| (1956) Artek            | 1969 TX1               | 8 octobre 1969        | L. I. Tchernykh                                        |
| (1957) Angara           | 1970 GF                | 1er avril 1970        | L. I. Tchernykh                                        |
| (1958) Chandra          | 1970 SB                | 24 septembre 1970     | C. U. Cesco                                            |
| (1959) Karbyshev        | 1972 NB                | 14 juillet 1972       | L. V. Zhuravleva                                       |
| (1960) Guisan           | 1973 UA                | 25 octobre 1973       | P. Wild                                                |
| (1961) Dufour           | 1973 WA                | 19 novembre 1973      | P. Wild                                                |
| (1962) Dunant           | 1973 WE                | 24 novembre 1973      | P. Wild                                                |
| (1963) Bezovec          | 1975 CB                | 9 février 1975        | L. Kohoutek                                            |
| (1964) Luyten           | 2007 P-L               | 24 septembre 1960     | C. J. van Houten, I. van Houten-Groeneveld, T. Gehrels |
| (1965) van de Kamp      | 2521 P-L               | 24 septembre 1960     | C. J. van Houten, I. van Houten-Groeneveld, T. Gehrels |
| (1966) Tristan          | 2552 P-L               | 24 septembre 1960     | C. J. van Houten, I. van Houten-Groeneveld, T. Gehrels |
| (1967) Menzel           | A905 VC                | 1er novembre 1905     | M. F. Wolf                                             |
| (1968) Mehltretter      | 1932 BK                | 29 janvier 1932       | K. Reinmuth                                            |
| (1969) Alain            | 1935 CG                | 3 février 1935        | S. J. Arend                                            |
| (1970) Sumeria          | 1954 ER                | 12 mars 1954          | M. Itzigsohn                                           |
| (1971) Hagihara         | 1955 RD1               | 14 septembre 1955     | Indiana University                                     |
| (1972) Yi Xing          | 1964 VQ1               | 9 novembre 1964       | Observatoire de la Montagne Pourpre                    |
| (1973) Colocolo         | 1968 OA                | 18 juillet 1968       | C. Torres, S. Cofré                                    |
| (1974) Caupolican       | 1968 OE                | 18 juillet 1968       | C. Torres, S. Cofré                                    |
| (1975) Pikelner         | 1969 PH                | 11 août 1969          | L. I. Tchernykh                                        |
| (1976) Kavérine         | 1970 GC                | 1er avril 1970        | L. I. Tchernykh                                        |
| (1977) Shura            | 1970 QY                | 30 août 1970          | T. M. Smirnova                                         |
| (1978) Patrice          | 1971 LD                | 13 juin 1971          | Perth Observatory                                      |
| (1979) Sakharov         | 2006 P-L               | 24 septembre 1960     | C. J. van Houten, I. van Houten-Groeneveld, T. Gehrels |
| (1980) Tezcatlipoca     | 1950 LA                | 19 juin 1950          | A. G. Wilson, Å. A. E. Wallenquist                     |
| (1981) Midas            | 1973 EA                | 6 mars 1973           | C. T. Kowal                                            |
| (1982) Cline            | 1975 VA                | 4 novembre 1975       | E. F. Helin                                            |
| (1983) Bok              | 1975 LB                | 9 juin 1975           | E. Roemer                                              |
| (1984) Fedynskij        | 1926 TN                | 10 octobre 1926       | S. Beljavskij                                          |
| (1985) Hopmann          | 1929 AE                | 13 janvier 1929       | K. Reinmuth                                            |
| (1986) Plaut            | 1935 SV1               | 28 septembre 1935     | H. van Gent                                            |
| (1987) Kaplan           | 1952 RH                | 11 septembre 1952     | P. F. Shajn                                            |
| (1988) Delores          | 1952 SV                | 28 septembre 1952     | Indiana University                                     |
| (1989) Tatry            | 1955 FG                | 20 mars 1955          | Alois Paroubek, Regina Podstanická                     |
| (1990) Pilcher          | 1956 EE                | 9 mars 1956           | K. Reinmuth                                            |
| (1991) Darwin           | 1967 JL                | 6 mai 1967            | C. U. Cesco, A. R. Klemola                             |
| (1992) Galvarino        | 1968 OD                | 18 juillet 1968       | C. Torres, S. Cofré                                    |
| (1993) Guacolda         | 1968 OH1               | 25 juillet 1968       | G. A. Plyugin, Yu. A. Belyaev                          |
| (1994) Shane            | 1961 TE                | 4 octobre 1961        | Indiana University                                     |
| (1995) Hajek            | 1971 UP1               | 26 octobre 1971       | L. Kohoutek                                            |
| (1996) Adams            | 1961 UA                | 16 octobre 1961       | Indiana University                                     |
| (1997) Leverrier        | 1963 RC                | 14 septembre 1963     | Indiana University                                     |
| (1998) Titius           | 1938 DX1               | 24 février 1938       | A. Bohrmann                                            |
| (1999) Hirayama         | 1973 DR                | 27 février 1973       | L. Kohoutek                                            |
| (2000) Herschel         | 1960 OA                | 29 juillet 1960       | J. Schubart                                            |